# 李敏鎬
李敏鎬（1987年6月22日—），韓國男演員，身高187公分，2006年以《秘密的校園》正式出道，2009主演《花樣男子》獲第45屆百想藝術大獎電視部門最佳新人獎後紅極一時，2013年主演《繼承者們》再創演藝事業高峰，2015年主演電影《江南1970》獲第52屆 韓國電影大鐘獎 最佳新人男演員獎, 2016年主演韓劇《藍色海洋的傳說》後獲選成為2017年韓國國家品牌大賞獲獎人，韓國國家Brand振興院也對於他在世界各地的影響力和對韓流發展貢獻給予了肯定，2017年5月12日以公益兵入伍（2019年4月25日退役）。2019年7月被委任為韓國文化體育觀光部與世宗學堂宣傳大使, 拍摄影片向全世界推廣韓文、韓國文化。  2020年以《The King：永遠的君主》回歸小螢幕 。 2021年參演美國Apple TV+劇集《柏青哥》，正式進軍海外市場。
2021年3月韓國電影振興委員會以過去10年裡，在韓國影劇界的參與度、獲獎記錄為標準，特別選出韓國電影界代表性男、女演員各100位，為韓國電影進行宣傳，名單中包括李敏鎬。而入選演員將參加國際宣傳活動「Korean Actors 200」，力求提升韓國演員在國際上的知名度。並將這些資料寄給坎城、柏林影展、全球性電影代理公司、時代雜誌、紐約時報等，讓韓國演員們能被國際影壇看到，以增加他們的曝光度。

## 早年生活
李敏鎬有父母和一個姐姐，他與媽媽、姐姐感情非常要好。她媽媽曾說，他小時候學說話學得特別快，也喜歡看報紙，是聰明內向的小孩，不擅長在人前表演，所以讓他去學了演講。小學時，李敏鎬曾受教於足球國手車範根門下，表現優異，很受車教練賞識。李敏鎬曾說，當時比賽全年級沒有人能贏他。小時候夢想成為像朴智星一樣的足球選手。然而因在一次比賽中胳膊骨折，父親希望他能更專注學業，便沒有再繼續練下去。儘管沒有成為足球選手，練習足球仍造就了李敏鎬堅毅的性格，出色的球技也成為其日後出道的契機。演员李敏镐和维杰分享了他们的生日是 6 月 22 日。

## 演藝生涯

### 入行
從中學時代開始，由於外型出眾，在路上常被星探相中，便偶爾兼職模特兒，也好奇參加一些試鏡。直到高二那年，才認真考慮了演藝之路，與 Starhaus娛樂的社長張英勳代表見了面。張代表回想初次見到李敏鎬的情形：「在敏鎬高二的寒假時經人介紹認識的。見面後，我看到了他身上的可能性，從第二年開始就一起工作了。」談及李敏鎬什麼地方吸引人，又說到：「敏鎬是天生就有雙美麗的眼睛和笑容的人。並且，當時給人的感覺也很舒服。他的眼睛是那種誰見了都會覺得『會成為好演員』的那種眼睛。我認為擁有美好笑容的人一定會成功。正因為如此，在他還是新人的時候，廣告的邀請接連不斷。」
在2014年的訪談中，張代表說到：「首次見到李敏鎬是高二的寒假，到現在有10年了。不是因為他是我們公司的藝人我才這麽說，但他的確是善良、充滿人性的朋友。他那時候年紀雖然小，但思想和大人一樣深刻、對別人也很照顧。從新人到現在這個高度，他一直都沒變。」向張代表提問李敏鎬對公司的意義時，張代表停頓了一會，接著說：「公司初創期時很困難，他也一直相信我，沒有動搖，很守信用。到現在這個高度了，雖然外界有很多誘惑，但他從來沒向我提出不合理的要求，而是繼續和公司共同前進，而且給公司、給工作人員帶來了很多希望，是個很成熟、很讓人感激的朋友。」從張代表沉穩的話中可以感覺到他對李敏鎬深深的信任，感受到了他們不是一般的公司所有者和簽約藝人的關係，更像是一同經歷過艱辛時期的夥伴。　　

### 練習生時期
2003到2005年間擔任練習生及廣告模特兒，在電視劇中只能擔任跑龍套的閒角。2003年的《玉琳的成長日記》中，飾演一位美術系學生；在2004年《男生女生向前走》(Non-stop)中，客串一名歌手；2005《愛情餐歌》中，飾演一名餐廳服務生。
一開始並不知道該怎麼演戲，為此苦惱了許多。自言第一次演戲時，有一個鏡頭，只是朋友叫他，他回頭的簡單動作，卻因為太緊張表情太不自然，所以重拍了40遍。回家的路上，因為太傷自尊，忍不住就嚎啕大哭了起來。此後努力的琢磨演技，漸漸培養了信心，所以後來遇上《花樣男子》的試鏡時，終於能自信的表現自己。
李敏鎬曾在受訪時笑談過往。在拍《愛情餐歌》時，因為他是個完全不重要的角色，吃完午餐後在拍戲現場睡著，醒來時竟然所有人都走了，完全沒有人來叫他，當時覺得很心酸。

### 世界 著名 演員
2006年，由於EBS青少年電視劇《秘密的校園》在尋找足球踢得好，感覺又可靠的演員，於是李敏鎬獲得了第一個正式配角─朴斗賢，一名足球隊學生。與同為新人的朴寶英有對手戲。5月，李敏鎬通過《秘密的校園》朴斗賢一角，以藝名「李敏」正式出道。
《秘密的校园》導演李昌永（이창용）在一次採訪中回想：「李敏鎬是以擅長足球出線的，所以因為他運動好，長得帥，很有男子氣概，又是（演技）很值得信賴的配角，就選了李敏鎬擔任這個角色。」又說到：「在運動場上有足球的場面，他真的踢得很好。因為要跟著攝相機的方向走，所以要踢得很精準，甚至如果有球門柱的話，不是有橫梁嗎，我就說『希望能剛好踢到那裡』，他就不偏不倚地準確踢過去了，我也突然被嚇到了。」
然而，拍完《秘密的校園》，才剛要起步的演藝事業，卻在此時出現了重大的衝擊。李敏鎬和好友丁一宇等人，在出遊時發生交通事故，遭一酒駕車輛越線對向衝撞，肇事車輛內兩人全部死亡，李敏鎬也因此受了重傷，在病床上躺了七個月，膝蓋及右大腿皆須靠植入鋼釘支撐。大腿的鋼釘長達46公分，直到2009年演完《花樣男子》後才手術取出。李敏鎬在訪談中曾說：「醫院方面說：『如果不好好治療，有可能無法行走』，為這件事曾哭過很多次。現在如果遇到下雪天或下雨天，膝蓋關節就有疼痛感。」
剛起步的演藝事業被迫中斷，原本可能出演的《無法阻擋的High Kick》（台譯《搞笑一家親》）和《9局下半2出局》也無法出演。正值20歲的青春年華，卻遭遇到人生重大打擊，不確定以後還能不能走路，事業還能否繼續…種種對未來感到茫然的煎熬。但在家人的支持下，他讓自己保持樂觀，努力復健，也認真地思考了演技，成為對未來道路等問題思考的時間。他坦言這段經歷當時讓媽媽很傷心，至今對他仍是不想回想的過往。

## 演出作品

### 電視劇
| 年份 | 電視台    | 劇名                             | 角色           | 性質 |
| 2003 | KBS       | 《玉琳的成長日記》               | 美術學院學生   | 閒角 |
| 2004 | MBC       | 《男生女生向前走》               | 李敏鎬         | 客串 |
| 2005 | MBC       | 《愛情餐歌》                     | 服務生         | 閒角 |
| 2006 | EBS       | 《秘密的校園》                   | 朴斗賢         | 配角 |
| 2007 | KBS       | 《我是老師》                     | 許茂世         | 配角 |
| 2007 | SBS       | 《奔跑吧，鯖魚》                 | 車功燦         | 主演 |
| 2008 | MBC       | 《雖然我也不懂》                 | 閔煜基         | 主演 |
| 2009 | KBS       | 《花樣男子》                     | 具俊表         | 主演 |
| 2010 | MBC       | 《個人取向》                     | 全鎮浩         | 主演 |
| 2011 | SBS       | 《城市獵人》                     | 李允誠         | 主演 |
| 2012 | SBS       | 《信義》                         | 崔瑩           | 主演 |
| 2013 | SBS       | 《欲戴王冠，必承其重－繼承者們》 | 金歎           | 主演 |
| 2016 | SBS       | 《藍色海洋的傳說》               | 許俊宰／金聃齡 | 主演 |
| 2020 | SBS       | 《The King：永遠的君主》         | 李袞／李知薰   | 主演 |
| 2022 | Apple TV+ | 《柏青哥》第一季                 | 高漢水         | 主演 |
| 2024 | Apple TV+ | 《柏青哥》第二季                 | 高漢水         | 主演 |
| 2025 | tvN       | 《問問星星吧》                   | 孔龍           | 主演 |

### 電影
| 年份   | 片名                   | 角色   | 性質       |
| 2008年 | 《姜哲中-公共之敵1-1》 | 鄭河永 | 男配角     |
| 2008年 | 《我們學校的ET》       | 吳尚勳 | 第二男主角 |
| 2015   | 《江南1970》           | 金鍾大 | 第一男主角 |
| 2016   | 《賞金獵人》           | 李山   | 第一男主角 |
| 2025   | 《全知讀者視角》       | 劉衆赫 | 主角之一   |

### 微電影／網路劇
| 年份 | 單位                 | 劇名                                                       | 角色                 | 集數 | 備註                        |
| 2011 | Toyota Camry         | 《唯一真愛》第一季                                         | Joon / Kwon          | 4    | [ 10 ]                      |
| 2012 | Toyota Camry         | 《唯一真愛》第二季                                         | Joon / Kwon          | 4    | [ 11 ]                      |
| 2012 | Innisfree            | 《初戀》                                                   | Innisfree CEO 李敏鎬 | 1    | [ 12 ] [ 13 ]               |
| 2012 | 森馬微電影           | 李敏鎬專屬TEE故事 時尚微電影                               | 李敏鎬               | 1    | [ 14 ] [ 15 ]               |
| 2013 | 森馬 微電影          | 森馬時尚                                                   | 敏鎬                 | 1    | [ 16 ]                      |
| 2013 | 森馬微電影           | 甚麼是夏天（上.下）                                        | 敏鎬                 | 2    | [ 17 ]                      |
| 2014 | LINE 微電影          | 《一線鍾情》                                               | 敏鎬                 | 3    | [ 18 ] [ 19 ] [ 20 ] [ 21 ] |
| 2014 | 森馬微電影           | 《新暖男》微電影                                           | 李敏鎬               | 1    | [ 22 ]                      |
| 2014 | 濟州航空             | SNS互动微电影《我的女主角》                                | 李敏鎬               | 1    | [ 23 ]                      |
| 2014 | innisfree            | 윤아&민호의 그린 크리스마스 이야기綠色聖誕故事             | 李敏鎬.潤娥          | 1    |                             |
| 2015 | Innisfree            | 《夏日戀曲》                                               | 敏鎬                 | 2    | [ 24 ] [ 25 ]               |
| 2015 | 韓國觀光公社遊宣傳片 | Korea Your Story                                           | 李敏鎬               | 1    | [ 26 ] [ 27 ]               |
| 2015 | innisfree            | 濟州治癒妳                                                 | 李敏鎬               | 1    | [ 28 ]                      |
| 2016 | Lotte Duty Free      | 《七次的初吻》 最後的禮物                                  | 旅行作家 李敏鎬      | 1    | [ 29 ]                      |
| 2016 | innisfree            | 与李敏镐的心动约会 Innisfree VR体验                        | 李敏鎬               | 1    | [ 30 ]                      |
| 2016 | innisfree            | 我的綠色聖誕音樂盒                                         | 李敏鎬               | 1    | [ 31 ]                      |
| 2017 | innisfree            | 이민호의 제주 여행 jeju, innisfree,悅詩風吟，李敏鎬 ，濟州 | 李敏鎬               | 1    | [ 32 ] [ 33 ] [ 34 ]        |

### 紀錄片
- MBC DMZ The Wild 野生的秘密

首播時間為：

初篇：2017年4月3日晚上11點10分

第一集：2017年6月12日晚上11點10分

第二集：2017年6月19日晚上11點10分

第三集：2017年6月26日晚上11點10分

100分鐘特輯: 2017年7月15日晚上11點10分

DMZ, 500 DAYS RECORD with Presenter LEE MIN HO 攝影展:
日期: 2017年7月7日 ～2017年8月31日,地點:MBC MBC上岩洞一樓
| 年份 | 電視台 | 片名                        | 角色                | 集數 | 備註                               |
| 2017 | MBC    | 《DMZ The Wild 野生的秘密》 | 主持人、 解說、旁白 | 4    | [ 37 ] [ 38 ] [ 39 ] [ 40 ] [ 41 ] |

### 韓語教學宣傳影片
| 年份 | 單位           | 內容                                           | 備註   |
| 2019 | 世宗大王研究所 | 演員李敏鎬韓語交流《來自世界各地的六個小故事》 | [ 42 ] |

### MV
| 年份 | 曲名                                        | 演唱者                               | 備註                 |
| ---- | ------------------------------------------- | ------------------------------------ | -------------------- |
| 2009 | 〈Kiss〉                                    | Dara（2NE1）                         | [ 43 ]               |
| 2009 | 〈Extreme〉CASS 2X（Feat. Jessica Gomez）   | 李敏鎬                               | [ 44 ]               |
| 2009 | 〈My Everything〉F4特別版                   | 李敏鎬                               | [ 45 ]               |
| 2012 | 〈Love Motion〉                             | 李敏鎬                               | [ 46 ]               |
| 2014 | 〈You're So Beautiful〉Lotte Duty Free      | 李敏鎬                               | [ 47 ] [ 48 ] [ 49 ] |
| 2015 | 〈Thank You〉                               | 李敏鎬                               | [ 50 ] [ 51 ]        |
| 2015 | [LOTTE DUTY FREE] Brand Film Lee Min Ho_JPN | 李敏鎬                               | [ 52 ]               |
| 2016 | 〈奔跑〉賞金獵人OST                         | 李敏鎬＆羽泉                         | [ 53 ]               |
| 2017 | innisfree                                   | 李敏鎬innisfree 氣墊日(마이쿠션 m/v) |                      |

### 個人錄製節目
- 2013年：日本ミンホのGood Day

### 綜藝節目
- 2024年 : 12月24日 | SalonDrip             |   youtube

```
         12月25日 | 劉QUIZ ON THE BLOCK   |   tvN
```

- 2025年 :  1月 6日 | 짠한형 신동엽         |   youtube

## 音樂作品

### 專輯
| 排序   | 專輯名稱                                                     | 曲目 |
| ------ | ------------------------------------------------------------ | --- |
| 第一張 | My Everything - 發行日期：2013年5月22日 - 語言：韓語         | 曲目 1. Without You 2. Love Motion 3. My Little Princess 4. 너와 나 그리고 우리 (You & I) 5. 조각 (Pieces of love) 6. My Everything (2013 re-recoding) 7. Without You (inst.) |
| 第二張 | 노래할게Song For You - 發行日期：2014年10月10日 - 語言：韓語 | 曲目 1. Paradise In Love 2. 노래할게 (Song For You) 3. Stalker 4. Travel 5. Burning Up 6. 노래할게 (Song For You) (inst.)                                                     |
| 第三張 | Thank You - 發行日期：2015年6月22日 - 語言：韓語             | 曲目 1. Thank You 2. Thank You (Instrumental) - Instrumental |
| 第四張 | The Day - 發行日期：2015年11月25日 - 語言：韓語              | 曲目 1. Thank you (親自做詞曲) 2. 그때처럼 (像那時) 3. 선물 (禮物) |
| 第五張 | Always by LEE MIN HO - 發行日期：2017年3月10日 - 語言：韓語  | 曲目 1. Always （單曲） 2. Always (Instrumental) 李敏鎬出道10週年紀念單曲，向一直支持他的粉絲表達感謝之情，是一首溫暖抒情曲。                                                 |

### 單曲
| 年份 | 發行日期 | 曲目                  | 備註                                  |
| ---- | -------- | --------------------- | ------------------------------------- |
| 2009 | 04月9日  | 〈Extreme〉           | CASS啤酒廣告曲（feat. Jessica Gomez） |
| 2009 | 05月19日 | 〈My Everything〉     | 《花樣男子》F4 Special Edition 2      |
| 2013 | 10月24日 | 〈아픈 사랑〉心痛的愛 | 《繼承者們》OST - Part.9              |
| 2014 | 07月18日 | 〈고마워요〉Thank You | 生日自己做詞回饋粉絲禮物              |
| 2016 | 06月13日 | 〈奔跑〉              | 《賞金獵人》OST (feat.羽泉)           |

### 現場演唱
| 年份 | 日期  | 曲目                   | 備註                                        |
| ---- | ----- | ---------------------- | ------------------------------------------- |
| 2009 | 12.16 | 韓文版〈情非得已〉     | 花樣男子                                    |
| 2010 | 06.20 | 〈Falling Slowly〉     | 韓國生日會                                  |
| 2011 | 08.20 | 〈So Good Bye〉        | 《城市獵人》OST                             |
| 2011 | 08.20 | 〈사랑인걸〉這就是愛   | 韓國FM                                      |
| 2011 | 08.25 | 〈Milk Tea〉           | 日本FM 翻唱福山雅治                         |
| 2011 | 12.01 | 〈Say Yes〉            | 中國FM                                      |
| 2011 | 12.01 | 〈마지막사랑〉最後的愛 | 中國FM                                      |
| 2014 | 01.30 | 改編〈情非得已〉       | 中國央視春晚 (feat.庾澄慶)                  |
| 2014 | 12.31 | 改編〈今天妳要嫁給我〉 | 東方衛視跨年晚會 (feat.郭采潔)              |
| 2016 | 01.16 | 〈With You〉           | 2016首爾 Talk Concert 演唱《請回答1994》OST |

## 獲獎記錄

### 電視劇獎項
| 年份 | 頒獎單位                                                           | 獎項                                     | 地區       | 作品                 | 獲獎 |
| ---- | ------------------------------------------------------------------ | ---------------------------------------- | ---------- | -------------------- | ---- |
| 2009 | 第45屆 百想藝術大賞 （2009.2.27）                                  | 電視部門－最佳新人獎                     |            | 花樣男子             | 獲獎 |
| 2009 | 第10屆 KBS演技大賞                                                 | 最佳情侶獎（與具惠善）                   |            | 花樣男子             | 獲獎 |
| 2009 | 第10屆 KBS演技大賞                                                 | 最佳新人獎                               | 獲獎       | 花樣男子             |      |
| 2010 | 第09屆 MBC演技大賞                                                 | 優秀男子演技獎                           |            | 個人取向             | 獲獎 |
| 2011 | 第4屆 韓國電視劇大賞Korea Drama Awards                             | 男子最優秀演技賞                         |            | 城市獵人             | 獲獎 |
| 2011 | 第4屆 韓國電視劇大賞Korea Drama Awards                             | 韓流明星特別賞                           | 獲獎       | 城市獵人             |      |
| 2011 | 第14屆 SBS演技大賞                                                 | 特別篇－男子最優秀演技獎                 |            | 城市獵人             | 獲獎 |
| 2011 | 第14屆 SBS演技大賞                                                 | 人氣獎                                   | 獲獎       | 城市獵人             |      |
| 2011 | 第14屆 SBS演技大賞                                                 | 十大明星獎                               | 獲獎       | 城市獵人             |      |
| 2012 | GYAO娛樂                                                           | 海外劇電視劇大獎                         | 日本       | 個人取向             | 獲獎 |
| 2012 | 第15屆 SBS演技大賞                                                 | 迷你連續劇－男子最優秀演技獎             |            | 信義                 | 獲獎 |
| 2012 | 第15屆 SBS演技大賞                                                 | 十大明星獎                               | 獲獎       | 信義                 |      |
| 2013 | 第1屆 Drama Fever Awards                                           | 最佳男演員                               | 美国       | 信義                 | 獲獎 |
| 2013 | 第12屆《星尚大典》                                                 | 亞洲最受歡迎藝人獎                       | 中国       | 信義                 | 獲獎 |
| 2013 | 第16屆 SBS演技大賞                                                 | 中篇－男子最優秀演技獎                   |            | 繼承者們             | 獲獎 |
| 2013 | 第16屆 SBS演技大賞                                                 | 十大明星獎                               | 獲獎       | 繼承者們             |      |
| 2013 | 第16屆 SBS演技大賞                                                 | 最佳人氣獎                               | 獲獎       | 繼承者們             |      |
| 2013 | 第16屆 SBS演技大賞                                                 | 最佳情侶獎（與朴信惠）                   | 獲獎       | 繼承者們             |      |
| 2013 | 第16屆 SBS演技大賞                                                 | 最佳著裝獎                               | 獲獎       | 繼承者們             |      |
| 2013 | 2013 Korean Updates Awards                                         | 大賞（電視劇類）                         | 印度尼西亞 | 繼承者們             | 獲獎 |
| 2013 | 2013 Korean Updates Awards                                         | 年度電視劇獎                             | 印度尼西亞 | 繼承者們             | 獲獎 |
| 2013 | 2013 Korean Updates Awards                                         | 最佳男演員獎                             | 印度尼西亞 | 繼承者們             | 獲獎 |
| 2013 | 2013 Korean Updates Awards                                         | 最喜愛情侶獎（與朴信惠）                 | 印度尼西亞 | 繼承者們             | 獲獎 |
| 2013 | 第7屆 百度沸點                                                     | 最佳亞太演員獎                           | 中国       | 繼承者們             | 獲獎 |
| 2013 | 搜狐網                                                             | 2013最受歡迎國際男演員獎                 | 中国       | 繼承者們             | 獲獎 |
| 2014 | 第2屆 Drama Fever Awards                                           | 最佳男演員                               | 美国       | 繼承者們             | 獲獎 |
| 2014 | 第2屆 Drama Fever Awards                                           | 最佳電視劇                               | 美国       | 繼承者們             | 獲獎 |
| 2014 | 第3屆 APAN Star Awards                                             | 中篇－男子最優秀演技獎                   |            | 繼承者們             | 提名 |
| 2014 | 第5屆 韓國大眾文化藝術                                             | 國務總理表彰獎                           |            | 繼承者們             | 獲獎 |
| 2014 | GAYO娛樂                                                           | 2014最佳韓劇                             | 日本       | 信義                 | 獲獎 |
| 2015 | 第10屆 首爾國際電視節                                              | 韓流十年功勞大獎                         |            | 不適用               | 獲獎 |
| 2015 | 第10屆 首爾國際電視節                                              | mango TV 人氣獎                          | 不適用     | 獲獎                 |      |
| 2016 | 第11屆 Soompi Awards                                               | 2015 Soompi 韓流特別獎                   | 英語圈     | 花樣男子             | 獲獎 |
| 2016 | 第23屆SBS演技大賞                                                  | 劇情、奇幻類電視劇部門－男子最優秀演技賞 |            | 藍色海洋的傳說       | 獲獎 |
| 2016 | 第23屆SBS演技大賞                                                  | 十大明星賞                               | 獲獎       | 藍色海洋的傳說       |      |
| 2016 | 第23屆SBS演技大賞                                                  | 最佳情侶賞（與全智賢）                   | 獲獎       | 藍色海洋的傳說       |      |
| 2016 | 第23屆SBS演技大賞                                                  | 韓流明星賞                               | 提名       | 藍色海洋的傳說       |      |
| 2017 | 第12屆 Soompi Awards                                               | 最佳電視劇                               | 英語圈     | 藍色海洋的傳說       | 獲獎 |
| 2017 | 第12屆 Soompi Awards                                               | 最佳男演員                               | 英語圈     | 藍色海洋的傳說       | 獲獎 |
| 2017 | 第12屆 Soompi Awards                                               | 最佳情侶（與全智賢）                     | 英語圈     | 藍色海洋的傳說       | 獲獎 |
| 2017 | iflix Drama Awards                                                 | 2016年度最佳男演員                       | 菲律賓     | 藍色海洋的傳說       | 獲獎 |
| 2017 | 韓國國家品牌振興院（2017 National Brand Awards）頒獎日期:2017.2.22 | 2017韓國國家品牌大獎（文化部門大獎）     |            | 藍色海洋的傳說       | 獲獎 |
| 2020 | 2020 SBS演技大獎                                                   | 奇幻及浪漫迷你劇部門 男子最優秀演技獎    |            | The King：永遠的君主 | 獲獎 |
| 2022 | 金賽電視獎                                                         | 最佳劇情類男演員                         | 美国       | 柏青哥               | 獲獎 |
| 2022 | 金賽電視獎                                                         | 年度突破表演者                           | 美国       | 柏青哥               | 獲獎 |
| 2023 | 第38屆獨立精神獎                                                   | 最佳新有腳本系列整體演出                 | 美国       | 柏青哥               | 獲獎 |

### 電影獎項
| 年份                                | 頒獎單位                       | 獎項               | 地區     | 作品 | 獲獎 |
| ----------------------------------- | ------------------------------ | ------------------ | -------- | ---- | ---- |
| 2015                                |                                |                    |          |      |      |
| 第51屆 百想藝術大賞 2015/5/26       | 電影類最佳人氣獎               |                    | 江南1970 | 獲獎 |      |
| 第51屆 百想藝術大賞 2015/5/26       | 愛奇藝明星獎                   | 中国               | 江南1970 | 獲獎 |      |
| 第51屆 百想藝術大賞 2015/5/26       | 最佳新人男演員獎               |                    | 江南1970 | 提名 |      |
| 第19屆 富川國際奇幻電影節 2015/7/16 | 製作人選擇獎                   |                    | 江南1970 | 獲獎 |      |
| 第52屆 韓國電影大鐘獎2015/11/20     | 最佳新人男演員獎               |                    | 江南1970 | 獲獎 |      |
| 第36屆 韓國青龍電影獎 2015/11/26    | 人氣明星獎                     |                    | 江南1970 | 獲獎 |      |
| 第36屆 韓國青龍電影獎 2015/11/26    | 最佳新人男演員獎               |                    | 江南1970 | 提名 |      |
| 2016                                |                                |                    |          |      |      |
| 樂視網LETV 2016/4/13                | 最受歡迎亞洲偶像獎             | 中国               | 賞金獵人 | 獲獎 |      |
| 首屆新浪微博電影2016/6/13           | 微博亞洲電影先鋒人物獎         | 中国               | 賞金獵人 | 獲獎 |      |
| 首屆新浪微博電影2016/6/13           | 微博電影最受期待的搞笑動作電影 | 中国               | 賞金獵人 | 獲獎 |      |
| 2017                                | 微博之星2016 2017/3/29         | 微博"給力男主角獎" | 賞金獵人 | 中国 | 獲獎 |

### 音樂榜
| 年份             | 獲獎                                                                              | 作品                        | 地區 |
| 2013/05/27       | 《Oricon公信榜》冠軍                                                              | 第一張專輯《My Everything》 | 日本 |
| 2014/10/09       | 《Oricon公信榜》冠軍                                                              | 第二張專輯《Song for you》  | 日本 |
| 2015/11/25       | 《Oricon公信榜》亞軍                                                              | 第四張專輯《The Day》       | 日本 |
| 2017 截止至 7/16 | 韓國Kpop《Gaon Weibo Chart》 有21期（第一名）3期（第二名 ）3期（第三名）總計:28期 | 第五張專輯《Always》        | 中国 |

### 個人綜合獎項
| 日期       | 頒獎單位                                                                                     | 頒獎典禮                 | 獎項                                                | 獲獎 |
| ---------- | -------------------------------------------------------------------------------------------- | ------------------------ | --------------------------------------------------- | ---- |
| 2009.6.25  | Money Today TV                                                                               | 2009廣播廣告節           | 男子CF模特兒賞                                      | 獲獎 |
| 2014.11.12 | 韓國文化體育觀光部                                                                           | 第5屆 韓國大眾文化藝術賞 | 國務總理表彰獎                                      | 獲獎 |
| 2015.6.26  | 韓國資訊化振興院                                                                             | 第1屆 SNS產業大賞        | 韓國資訊化振興院長獎                                | 獲獎 |
| 2015.10.6  | 韓國消費者品牌委員會 人民網、韓國消費者論壇                                                  | 2015韓國年度品牌大賞     | 中国消费者最喜爱的韩流明星                          | 獲獎 |
| 2015.12.22 | 韓國文化體育觀光部                                                                           | 第5屆 韓國觀光之星       | 功勞獎                                              | 獲獎 |
| 2016.5.25  | 東亞日報                                                                                     | 2016善良品牌大賞         | 慈善平台PROMIZ獲選 最受消費者信賴的善良品牌大獎     | 獲獎 |
| 2016.6.21  | 韓國保健福祉部                                                                               | 第一屆幸福分享人頒獎典禮 | 第一屆幸福分享人獎（公益）                          | 獲獎 |
| 2017.2.22  | 韓國國家品牌振興院                                                                           | 2017國家品牌大獎頒獎典禮 | 文化領域大獎                                        | 獲獎 |
| 2017.5.24  | 韩国產業通商資源部、保健福祉部、農林畜產食品部贊助; 東亞日報舉辦2017Korea Good Brand Awards] | 2017善良品牌大賞         | 慈善平台PROMIZ獲頒2017 最受消費者信賴的善良品牌大獎 | 獲獎 |
| 2018.5.21  | 東亞日報 "2018 Korea Good Brand Awards"                                                      | 2018善良品牌大賞         | 慈善平台PROMIZ獲選 最受消費者信賴的善良品牌大獎     | 獲獎 |

## 其它榮譽

### KOFICE 全球韓流實況調查報告【最喜歡的韓流明星排行榜】
- 主辦單位: KOFICE 韓國振興院體育觀光部國際文化產業交流局[137]
- 韓流白皮書: 歷年最喜歡的韓流明星排行榜，調查目的:確定韓流浪潮實況並按國家進行比較（註:地區次序按照KOFICE報告書排列）

- 五洲排名

- 全球各地區排名

| 年份             | 調查單位／調查期間     | 屆       | 總排名         | 亞洲            | 美洲           | 歐洲           | 中東           | 非洲            | 同比 成長 | 備註     |
| ---------------- | ---------------------- | -------- | -------------- | --------------- | -------------- | -------------- | -------------- | --------------- | --------- | -------- |
| 2013(整體排名）  | KOFICE（2014／1-2月）  | 第三次   | 第二名（3.7%） | 第一名（6.%）   | 第二名（3.5%） | 第三名（1.9%） | 第二名（4%）   |                 |           | 11個國家 |
| 2014（整體排名） | KOFICE (2014/11-12月） | 第四次   | 第二名（4%）   | 第一名（6.1%）  | 第三名（1.5%） | 第三名（0.8%） | 第五名（3.8%） | 第三名（4.3%）  | 0.3%      | 14個國家 |
| 2015（整體排名） | KOFICE (2015/10-12月） | 第五次   | 第二名（4.2%） | 第一名（5.8%）  | 第二名（1.4%） | 第二名（1.6%） | 第七名（1.5%） | 第一名 （6.5%） | 0.2%      | 14個國家 |
| 2016（整體排名） | KOFICE (2016/11-12月） | 第六次   | 第一名（4.4%） | 第一名（5.9%）  | 第二名（3.3%） | 第三名（0.5%） | 第一名（7.3%） | 第二名（3.8%）  | 0.2%      | 15個國家 |
| 2017（整體排名） | KOFICE (2017/10-11月)  | 第七次   | 第二名（6.5%） | 第一名（9.4%）  | 第三名（2.6%） | 第二名（3.6%） | 第一名（12.8%) | 第二名（5.5%）  | 2.1%      | 16個國家 |
| 2018（演員排名） | KOFICE (2018/10-12月)  | 第八次   | 第一名（8.6%） | 第一名（10.2%） | 第一名（4.5%） | 第ㄧ名（5.5%） | 第一名（16.5%) | 第一名（9%）    | 2.1%      | 16個國家 |
| 2020（演員排名） | KOFICE (2019/10-12月)  | 第九次   | 第一名（7.6%） | 第一名（8.8%）  | 第一名（4.7%） | 第ㄧ名（4.8%） | 第一名（13%)   | 第一名（7.3%）  | -1%       | 16個國家 |
| 2021（演員排名） | KOFICE (2020/9-11月)   | 第十次   | 第一名（9.6%） | 第一名（11.4%） | 第一名（5.7%） | 第ㄧ名（8.0%） | 第一名（13.3%) | 第一名（7.8%）  | 2%        | 18個國家 |
| 2022（演員排名） | KOFICE (2021/11-12月)  | 第十一次 | 第一名（9.3%） |                 |                |                |                |                 |           | 18個國家 |
| 2023（演員排名） | KOFICE (2022/11-12月)  | 第十二次 | 第一名（9.1%） |                 |                |                |                |                 |           | 26個國家 |

| 年份（屆）      | 全球排名 | 中國  | 日本  | 台灣  | 泰國  | 馬來西亞 | 印度尼西亞 | 澳大利亞 | 美國  | 英國   | 俄羅斯 | 阿聯酋 | 南非  | 法國  | 巴西   | 印度   | 土耳其 | 越南  | 阿根廷 |
| --------------- | -------- | ----- | ----- | ----- | ----- | -------- | ---------- | -------- | ----- | ------ | ------ | ------ | ----- | ----- | ------ | ------ | ------ | ----- | ------ |
| 2013 （第3次）  | 第2名    | 第1名 | -     | 第1名 | 第2名 | *        | *          | *        | 第2名 | 第13名 | 第3名  | *      | *     | 第2名 | 第22名 | 第10名 | 第2名  | *     | *      |
| 2014 （第4次）  | 第2名    | 第3名 | 第8名 | 第4名 | 第1名 | 第1名    | 第1名      | 第6名    | 第3名 | 第6名  | 第5名  | 第5名  | 第3名 | -     | -      | *      | *      | *     | *      |
| 2015 （第5次）  | 第2名    | 第3名 | 第8名 | 第3名 | 第1名 | 第1名    | 第1名      | -        | 第4名 | 第2名  | 第6名  | -      | 第1名 | 第5名 | 第9名  | *      | *      | *     | *      |
| 2016 （第6次）  | 第1名    | 第5名 | -     | 第3名 | 第1名 | 第2名    | 第1名      | 第9名    | 第3名 | -      | 第3名  | 第1名  | 第2名 | -     | 第1名  | 第1名  | *      | *     | *      |
| 2017 （第7次）  | 第2名    | 第2名 | -     | 第3名 | 第2名 | 第1名    | 第1名      | 第3名    | 第2名 | 第3名  | 第3名  | 第1名  | 第2名 | 第5名 | 第9名  | 第1名  | 第2名  | *     | *      |
| 2018（第8次）   | 第1名    | 第1名 | 第5名 | 第2名 | 第1名 | 第1名    | 第1名      | 第1名    | 第1名 | 第1名  | 第1名  | 第1名  | 第1名 | 第1名 | 第1名  | 第1名  | 第1名  | *     | *      |
| 2020 （第9次）  | 第1名    | 第2名 | 第5名 | -     | 第1名 | 第1名    | 第1名      | 第2名    | 第1名 | 第1名  | 第1名  | 第1名  | 第1名 | 第4名 | 第1名  | 第1名  | 第1名  | *     | *      |
| 2021 （第10次） | 第1名    | 第1名 | 第1名 | 第1名 | 第1名 | 第1名    | 第1名      | 第1名    | 第3名 | 第2名  | 第1名  | 第1名  | 第1名 | 第1名 | 第1名  | 第1名  | 第1名  | 第1名 | 第1名  |
| 2022 （第11次） | 第1名    | 第1名 | 第4名 | 第4名 | 第1名 | 第1名    | 第1名      | 第1名    | 第1名 | 第1名  | 第1名  | 第1名  | 第1名 | 第1名 | 第1名  | 第1名  | 第1名  | 第1名 | 第2名  |

註:（*）為該年度未調查區域

註:（-）為未進前10名

註: KOFICE 2019起調查結果改為（KPOP歌手和KDRAMA演員)分開排名。

### 專業機構/評選/票選
| 年份 | 舉辦單位                           | 獎項                                                                             |
| ---- | ---------------------------------- | -------------------------------------------------------------------------------- |
| 2009 | 国际在线娱乐频道                   | “全球娱乐热势力2009最红人网络评选活动 (第一名)                                   |
| 2009 | Yahoo & Korea主辦                  | 全世界50個國家網民為對象; 票選人氣最旺的電視劇《花樣男子》 (第一名)              |
| 2009 | 韓國女性門戶網站"IJDAY"            | 票選2009年度最佳男主角（第一名)                                                  |
| 2009 | 韓國MBC《SectionTV演藝通信》       | 2/7由娱记評選比花儿更美的男明星Best20” (第三名)                                  |
| 2009 | 韓國MBC《SectionTV演藝通信》       | 韓國最具價值的演員 (第三名)                                                      |
| 2009 | 韓國MBC電視                        | 2/6演藝界花美男排行 (第三名)                                                     |
| 2009 | 韓國網路媒體                       | 2009 上半年人氣決算（上半年人氣王）朝鮮日報中文網新聞20090706                    |
| 2009 | 泰國評選                           | 最可愛的20位韓國男孩 (第三名)                                                    |
| 2009 | 皇天娛樂                           | 亞洲十大美男 (第三名)                                                            |
| 2009 | 網路調查                           | “最想親手馴服的型男演員”(第一名)                                                 |
| 2009 | “zeday”                            | 韓國第一女性網站投票活動«2009最耀眼的男星» (第一名)                              |
| 2009 | 韓國M.net電視台                    | 韓國M.net 評選全球百名花美男排行榜 (第一名)                                      |
| 2009 | 韓評評選                           | “最想他吻自己的男藝人”(第二名)                                                   |
| 2009 | 電影shall we kiss舉辦              | 5月14日成年禮“最想索吻”男藝人票选 (冠军)                                         |
| 2009 | 網路票選                           | “情人節最想和那位男明星度過”(第一名)                                             |
| 2009 | 韓國攝影家                         | 年最美面孔”男演員 (第九名)                                                       |
| 2009 | CM戰略研究所                       | 上半年廣告好感度 (第八位)                                                        |
| 2009 | 韓國中央日報                       | 2009年終盤點最受矚目的韓星排名（冠軍）                                           |
| 2010 | 韓國網站票選                       | “讓女人心動的最冷城市男孩是誰?”(第一名)                                          |
| 2010 | 攝影家                             | 攝影家推舉的“美麗的臉”排行入選 (前十)                                            |
| 2010 | 韓國MBC電視                        | 韓國演藝界花美男排行榜 (第三名)                                                  |
| 2010 | jasmine婚禮專業團隊                | 電視劇中最想成為的情侶（和孫藝珍）(第一名)                                       |
| 2010 | 媒体网络票选                       | “出道初期的樣子”最有衝擊力的明星 (第一名)                                        |
| 2010 | 網路票選                           | 亞洲帥哥前100名 (第十六名)                                                       |
| 2010 | 6/11 "MBC娛樂傳播"節目公佈         | "網民票選"全能藝人"（第一名）                                                    |
| 2011 | 俄罗斯网站韩剧版块                 | 俄羅斯最受歡迎韓國明星 (第一名)                                                  |
| 2011 | 中國《时尚先生Esquire》            | 最時尚先生獎 (冠軍)                                                              |
| 2011 | 韓國知名網站                       | 民意選拔最帥韓國男藝人 (第九位)                                                  |
| 2011 | 韓國知名網站                       | 電視劇最佳男主角投票 (第一名)                                                    |
| 2011 | 网络/媒体票选                      | 最時尚韓流明星 (第一名)                                                          |
| 2011 | 网络/媒体票选                      | 最優遺傳因數擁有者 (第一位)                                                      |
| 2011 | 中國第六屆華鼎獎                   | 韓國演藝名人公眾形象滿意度調查第三名                                             |
| 2012 | 菲律宾kpop award                   | 评选最性感的男明星 (第一位)                                                      |
| 2012 | 韓國TV電視劇                       | 日本最頂尖韓流明星 (第一名)                                                      |
| 2012 | 网络/媒体票选                      | 法國評選“2011年最佳韓國男演員”(第一名)                                           |
| 2012 | 网络/媒体票选                      | 最想約會的男明星 (第一名)                                                        |
| 2012 | 网络/媒体票选                      | 最強鎖骨美男 (第二名)                                                            |
| 2012 | 日本雜誌評選                       | 日本月銷量8萬冊的雜誌評選為人氣最高的韓星 (第一名)                               |
| 2013 | Ten Asia 2013                      | 明星實物最好的演員 (第一名)                                                      |
| 2013 | 日本韓流                           | 日本韓流十周年大賞男演員部門 (第八名)                                            |
| 2013 | 印尼detikhot                       | 2013前10大熱門韓國男演員(第一名)                                                 |
| 2014 | “酷狗音樂                          | 2014韩剧男神投票 (第一名)                                                        |
| 2014 | 《快乐大本营》                     | 中國粉絲最希望見到的韓星 (冠軍)                                                  |
| 2014 | 中國新浪微博                       | 中國官方微博8月份搜索率男演員 (第一名)                                           |
| 2014 | ETtoday東森新聞雲                  | 2014兩岸男神榜”夢幻韓神及年度人氣大賞 冠軍                                       |
| 2014 | 中國粉丝网举办                     | 第三屆粉絲世界盃 (冠軍)                                                          |
| 2014 | 日本kntv                           | “最想一起去賞花的藝人” (第一名)                                                  |
| 2014 | 中國當代娛樂                       | 2014亞洲第一男神 (第一名)                                                        |
| 2014 | 韓國觀光局                         | 日本女性最喜歡的男演員 (第一名)                                                  |
| 2014 | 中國人民網                         | 人民網韓國明星“年度人氣PK”( 第一名)                                              |
| 2014 | 中国娱乐网站酷狗                   | 中國“2014年韓劇男神” (第一名)                                                    |
| 2014 | 美網SOOMPI                         | 2014soompi理想型的世界盃"男演員（第一名）                                        |
| 2014 | 星明網韓娛速遞                     | 中國粉絲最愛的韓國20代人氣男演員 (第一名)                                        |
| 2014 | The BRIDGES                        | 泰國情人節最想約會的韓流明星排名 (第一名)                                        |
| 2014 | 泰國曼谷SNS投票                    | 泰國情人節最想接吻的韓流明星 ( 第一名)                                           |
| 2014 | 日本Kntv                           | 日本Kntv歷史題材劇集最適合演員 (第一位)                                          |
| 2014 | 中國新浪微博                       | 最美側顏明星 (第一名)                                                            |
| 2014 | 人民网-娱乐频道                    | 韓國明星在華影響力 (第一名)                                                      |
| 2014 | 韓國電視台                         | 2014超級韓流王 (第一位)                                                          |
| 2014 | 大韩贸易公司哈瓦那贸易分馆         | 古巴最受歡迎韓星 (第一名)                                                        |
| 2014 | 中国娱乐网站酷狗                   | 中國娛樂網站最佳韓流明星 ( 第一名)                                               |
| 2014 | 時尚人民网                         | 韓國最帥10大男星 (第一名)                                                        |
| 2014 | allkpop网站                        | “最佳男演員”評選 (第一名)                                                        |
| 2014 | EK-乐在韩国                        | “中国最有人气的韩国艺人”(第一名)                                                 |
| 2014 | 新加坡e乐大赏4/23                  | 韩国电视演员 (冠军)                                                              |
| 2014 | 韓國觀光局                         | 2014.12.30日本女性最喜歡的韓國演員（第一名）                                     |
| 2014 | GOOGLE 香港                        | GOOGLE 年度國際娛樂名人搜索排名（第十）                                          |
| 2014 | 中國網易娛樂                       | 第三屆 粉絲世界盃（冠軍）20140714                                                |
| 2015 | 當代娛樂                           | 亞洲第一男神 (第一名)                                                            |
| 2015 | 韩媒                               | 像漫畫中走出的優質男偶像 (第一位)                                                |
| 2015 | Mwave網站                          | 白色情人節男神 (第一名)                                                          |
| 2015 | 韓國TVF網站                        | 韓國10大集知名度與帥氣度於一身的男星 ( 第一名)                                   |
| 2015 | tvN綜藝節目                        | “像歌手又不是歌手”的反轉演員 (第四名)                                            |
| 2015 | ETtoday東森新聞雲                  | 2014兩岸男神榜”夢幻韓神 (冠軍)                                                   |
| 2015 | 韩国广告公司                       | 韓國成年日最想獲得親吻的男藝人 (第一名)                                          |
| 2015 | CM戰略研究所                       | 4月份最佳廣告模特 (第一名)                                                       |
| 2015 | KPOP韓風雜誌                       | 六月人氣王投選 (第一名)                                                          |
| 2015 | 《ASTA TV》華語版創刊號            | 封面明星票選 ( 第一名)                                                           |
| 2015 | 韓國TVCF網站                       | 過去12個月前100位人氣廣告模特 (第一名)                                           |
| 2015 | 中國媒體                           | 評選演藝界話題人物TOP100韓星 (第一名) 中國(第十二名)                             |
| 2015 | 韓國觀光公社                       | 4-9月中國遊客最喜歡的韓流明星評選 (第一名)                                       |
| 2015 | 乐天免税店                         | 乐天免税店代言人票投 Best Model (第一名)                                         |
| 2015 | 人民網和韓國消費者論壇             | 「2015你最喜愛的韓國品牌」十大韓流明星                                           |
| 2015 | 韓國節目《KBS World Radio》        | 針對阿拉伯人調查「提到韓國人你會想起誰，榮獲阿拉伯人心中的「韓國人代表」第一名。 |
| 2015 | 美國電影網站TC Candler             | 2015全球100名帥臉排名第44名 , 亞洲排名第5名                                      |
| 2015 | 青春娛樂網                         | 票投2015亞洲十帥 （第二名）                                                      |
| 2015 | VISA台灣                           | 最想一起賞櫻的韓國明星旅遊意向調查男星 （第一名）                                |
| 2015 | GOOGLE 台灣                        | GOOGLE 年度熱門人物搜索排名（第二名）                                            |
| 2015 | topstarnews                        | 韓國大衆電信付費票選（男演員演技誰最好）第一名                                   |
| 2015 | 韓國首爾電視SSTV                   | 5/26 ~5/31 韓流全球K-STAR 排名 （第2名）                                         |
| 2015 | 韓國首爾電視SSTV                   | 8/24 ~8/30 韓流全球K-STAR 排名 （第5名）                                         |
| 2015 | 韓國首爾電視SSTV                   | 9/28 ~10/4 韓流全球K-STAR 排名 （第2名）                                         |
| 2016 | 韓國主流媒體評選                   | 最受消費者信賴品牌評選-捐贈平台“PROMIZ”被選為“善良的品牌”獎                      |
| 2016 | 韓國首爾電視SSTV                   | 1／4 ~1/10 韓流全球K-STAR 排名 （第四名）                                        |
| 2016 | 當代娛樂網                         | 亞洲男神 (亞軍)                                                                  |
| 2016 | 全球最大資訊分析集團（凱度）       | 2016中國社交媒體影響報告排名第十六（韓國演員排名第一）                           |
| 2016 | 韓國消費者論壇暨攜手人民網         | 中國網友票選“2016年最值得期待的十大韓星”                                         |
| 2016 | 韓國消費者論壇暨人民日報           | 2016你最喜愛的韓國品牌」十大韓流明星                                             |
| 2016 | Arirang Showbiz -Korea (Top Stars) | 韓國頂級明星公益善舉排名第一                                                     |
| 2016 | 韓國網站MOOLMANG                   | 票選2016下半年最期待的演員（男演員第一名）                                       |
| 2016 | 韓國tvN                            | 2016韓國男明星十大帥哥排行榜（第二名）                                           |
| 2016 | 韓國行銷協會                       | 向2000名中國人調查 中國人最喜歡的韓國演員 （第三名）                             |
| 2016 | 韓國企業信譽研究所                 | 8／8～9／9信譽代言人（第八名）                                                   |
| 2016 | 青春娛樂網                         | 2016 票選亞洲十帥 （第三名）                                                     |
| 2016 | DailyVew網路溫度計                 | 2016 票選台灣上半年最紅的韓國男神 （第二名）                                     |
| 2016 | 韓國首爾電視SSTV                   | 6/13 ~6/18 韓流全球K-STAR 排名 （第一名）                                        |
| 2016 | 韓國首爾電視SSTV                   | 9/26 ~9/30 韓流全球K-STAR 排名 （第三名）                                        |
| 2016 | 韓國首爾電視SSTV                   | 10/17 ~10/23 韓流全球K-STAR 排名 （第三名）                                      |
| 2016 | 韓國首爾電視SSTV                   | 10/24 ~10/30 韓流全球K-STAR 排名 （第四名）                                      |
| 2016 | 韓國企業信譽研究所                 | 11月份 最具信譽品牌代言人排行榜（第二名）                                        |
| 2016 | 韓國企業評價研究所                 | 11月份 電視劇演員品牌評價（第二名）                                              |
| 2016 | 韓國首爾電視SSTV                   | 11/14 ~11/20 韓流全球K明星排名 （第二名）                                        |
| 2016 | 韓國首爾電視SSTV                   | 12/5 ~12/11 韓流全球K明星排名 （第二名）                                         |
| 2016 | 韓國企業信譽研究所                 | 12月份 最具信譽品牌代言人排行榜（第二名）                                        |
| 2016 | 韓國企業評價研究所                 | 12月份 電視劇演員品牌評價（第二名）                                              |
| 2016 | 印尼 韓流網 hallyu                 | 票投 2016 最佳男演員 （第一名）                                                  |
| 2016 | 韓網daum 年末特輯                  | 票投 2016 讓我最心動的男人（第一名）                                             |
| 2016 | 美國電影網站TC Candler             | 2016全球100名帥臉排名第65名                                                      |
| 2016 | 微博、韓星網                       | 微博年度最愛韓星選舉藍色海洋的傳說李敏鎬.全智賢（第一名）                        |

| 年份 | 舉辦單位                                       | 事件 | 編號 |
| ---- | ---------------------------------------------- | --- | ---- |
| 2017 | 朝鮮日報                                       | 2016最愛韓劇［藍色大海的傳說］ (第一名)                                                                                    | 1    |
| 2017 | SOOMPI 第12屆                                  | 票選2016戲劇 "藍色海洋傳說 "獲三冠王，最佳男演員（第一名），年度最佳電視劇 （第一名），年度最佳情侶全智賢.李敏鎬（第一名） | 2    |
| 2017 | 美視頻影音網iflix                              | 年度最佳男演員 | 3    |
| 2017 | 韓網naver票選                                  | 韓國十大傳奇美男演員 | 4    |
| 2017 | HanCinema 網站                                 | 韓國電視資料庫網站" HanCinema" 評選大眾最喜愛的男演員（第一名）                                                            | 5    |
| 2017 | 韓國文化振興院美國事務所Contents               | 美國人看韓劇調查（調查期間2016年10月17日起兩週）。美國最受欢迎的男演员（第一名）                                           | 6    |
| 2017 | 首爾星空衛視SSTV                               | 2017 全球K-star 明星週排行1月份 （第二週第四、第三週第五名）                                                               | 7    |
| 2017 | 首爾星空衛視SSTV                               | 2017全球K-star 明星週排行榜2月份（第一週、第四週 第ㄧ名）                                                                  | 8    |
| 2017 | 首爾星空衛視SSTV                               | 2017全球K-star 明星週排行榜 3月份（蟬聯4週 第ㄧ名）                                                                        | 9    |
| 2017 | 首爾星空衛視SSTV                               | 2017全球K-star 明星週排行榜4月份（蟬聯3週 第ㄧ名)， PS:第4週沒公告                                                         | 10   |
| 2017 | 首爾星空衛視SSTV                               | 2017全球K-star 明星週排行榜5月份第二週（第一名）, PS:5月份只發佈一週                                                       | 11   |
| 2017 | 首爾星空衛視SSTV                               | 2017全球K-star 明星週排行榜6月份第ㄧ週、第三週（第一名）第二、四週沒公佈                                                   | 12   |
| 2017 | 首爾星空衛視SSTV                               | 2017全球K-star 明星週排行榜7月份第四週（第一名）第一、二、三週沒公佈                                                       | 13   |
| 2017 | 首爾星空衛視SSTV                               | 2017全球K-star 明星週排行榜8月份第二週（第三名）第一 週沒公佈                                                              | 14   |
| 2017 | 新浪微博明星勢力榜                             | 2017年韓國榜週榜: 截至8/13日止 總計:32期; 有20期（第ㄧ名） 12期(第二名)                                                    | 15   |
| 2017 | 韓國文化振興院KOCCA                            | 2016巴西人看韓劇調查（數據調查日期為2016.10.17至10.30）最愛的男演員（第一名）                                              | 16   |
| 2017 | 韓國 Gaon Chart K-pop 音樂週排行榜             | 2017 華人音樂Gaon Weibo Chart人氣排行榜公告 截止至7/9: 有( 20週、第一名）（3週 第二名）（3週 第三名）總計:27期             | 17   |
| 2017 | 新浪微博明星勢力榜                             | 2017年 韓國榜月榜 : 2月、3月 、4月、5月份、6月份、7月份（冠軍）蟬聯6個月冠軍                                               | 18   |
| 2017 | 香港微博之星2016-電影男主角                    | 票投2016電影男主角"電影賞金獵人"李敏鎬"獲22.4%"位列（第一名）                                                              | 19   |
| 2017 | 香港微博之星2016-年度韓星                      | 票投2016年度韓星"李敏鎬"單人榜20.4%位列（ 第一名）整體含KPOP男團位列（第三）                                               | 20   |
| 2017 | 香港微博之星2016-年度電影                      | 票投2016年度電影;唯一中韓合拍電影入圍"賞金獵人"20%位列（第三名）                                                           | 21   |
| 2017 | 網路溫度計大數據分析                           | 百大口碑人物-螢幕情侶 調查（藍色海洋傳說;李敏鎬、全智賢位列第一名                                                          | 22   |
| 2017 | 美熱門韓流視頻網站NETFLIX                      | Netflix的十大最佳韓劇;李敏鎬主演花樣男子排名第一。                                                                         | 23   |
| 2017 | 韓國文化產業交流基金會KOFICE                   | KOFICE全球韓流調查報告李敏鎬居粉絲最想見的韓流名星（第一名）（調差查期間 2016年10月至12月）                                | 24   |
| 2017 | 韓國TVN電視台                                  | 李敏鎬奉獻才華;入選2017 TVN 跨屆才華Top Star 明星 ; （李敏鎬;韓國跨界真人實境自然記錄片零片酬主持人第一人）                | 25   |
| 2017 | Topstarmagazine                                | 票投 6月明星廣告應援圖（第一名）                                                                                           | 26   |
| 2017 | TNMS 電視廣告收視率                            | 6月第一週前30強排名（李敏鎬 EIDER TVCF 第一名）                                                                            | 27   |
| 2017 | 中国社会福利基金会"99公益日""飯隨愛豆"公益活動 | "校園免費午餐公益捐款"共有127家粉丝俱樂部参与,李敏鎬粉絲俱樂部捐款排名（第三名）                                           | 28   |
| 2017 | 日本雜誌 韓国ドラマ                            | 2017 K-POPのCD銷售前20排行榜:李敏鎬ALWAYS DVD(3、4、5月）連續3個月銷售冠軍                                                 | 29   |
| 2017 | 2017新加坡                                     | 10位最熱門的韓國演員排名第二位                                                                                             | 30   |
| 2017 | 2017 馬來西亞                                  | Google發佈,李敏鎬代言的OPPO R9S 手機TV視頻，為马来西亚上半年十大YouTube广告                                                | 31   |
| 2017 | 美國電影網站「TC Candler」                     | 2017全球百大型男排行榜(第84名）                                                                                            | 32   |
| 2017 | 2017微博官方發佈熱搜榜                         | 2017.2.9李敏鎬泰國蘇凡納布機場; 榮登2017年度熱搜榜之"四大熱搜機場"                                                         | 33   |
| 2017 | 土耳其 GüneyKoreSineması影音網                 | 2017 影視播映量排名; 賞金獵人 (電影)位居第一名。                                                                           | 34   |
| 2017 | 土耳其 GüneyKoreSineması影音網                 | 2017 李敏鎬點閱量最高最受歡迎的明星"第一名"                                                                                | 35   |
| 2018 | 新浪微博亞太榜                                 | 明星勢力榜-亞太榜:20180315 時隔9個月再發微博，以3張帥氣硬朗的寸頭髮型自拍，100分滿分重回亞太榜冠軍(3/14-3/20週榜冠軍)      | 1    |
| 2018 | 2018新浪微博明星勢力榜-韓流勢力榜              | 韓流勢力榜3月份首期月榜冠軍                                                                                                | 2    |
| 2018 | KPOPLINE韓國音樂網                             | 2018年1月19日公佈，韓國10位最具影響力的英俊演員（第一名）                                                                  | 3    |
| 2018 | KORTA韓國產業貿易促進局                        | 2018東南亞10個東盟國家調查"最想見的韓國名人"李敏鎬全體排名第五;男演員排第一名                                              | 4    |
| 2018 | KOFICE出版2017韓流白皮書                       | KOFICE 2018調查資訊（2017最想見的韓流明星全球排名第二，亞洲.中東地區第一名，歐洲.非洲地區第二名，美洲地區第三名)           | 5    |
| 2018 | 韓國駐華文化院                                 | 中國最喜歡的韓國演員李敏鎬第一位，中國最喜歡的韓劇四部李演員主演佔2部(2018.5.24)                                           | 6    |
| 2019 | 第26屆韓國文化振興院KOFICE                     | 2019海外韓流實況調查，李敏鎬（8.6%）成為世界最喜歡的韓國演員                                                               | 1    |
| 2019 | 韓國海外文化宣傳院KOCIS                        | 2018國家形象調查報告書，全球「最具代表性的韓國人」排名，李敏鎬（2.3%）整體排名第四名（演員第一名）                         | 2    |
| 2019 | 美國Statista研究報告                           | 2018全球最喜歡的韓國演員（第一名）                                                                                         | 3    |
| 2020 | 韩国海外文化宣传院KOCIS                        | 2019國家形象調查報告書，全球「最具代表性的韓國人」排名，李敏鎬（4.3%）整體排名第三名（演員第一名）                         | 1    |
| 2020 | 第27屆韓國文化振興院KOFICE                     | 2020海外韓流實況調查，李敏鎬（7.6%）位居第一名，成為世界最喜歡的韓國演員                                                   | 2    |
| 2020 | 福布斯 Forbes                                  | 2020 亞太地區100最具影響力的社交媒體名人                                                                                   | 3    |
| 2021 | 韓國福布斯                                     | 2021《福布斯》韓國重量級名人榜上排名第16, 演員中第2, SNS第5, 收入第10                                                      | 1    |
| 2021 | 韩国海外文化宣传院KOCIS                        | 2020國家形象調查報告書，全球「最具代表性的韓國人」排名，李敏鎬（5.2%）整體排名第三名（演員第一名）                         | 2    |
| 2021 | 韓國國際文化交流振興院KOFICE                   | 2021海外韓流實況調查，李敏鎬（9.6%）位居第一名，成為世界最喜歡的韓國演員                                                   | 3    |
| 2022 | 韩国海外文化宣传院KOCIS                        | 2022國家形象調查報告書，全球「最具代表性的韓國人」排名，李敏鎬（4.1%）整體排名第4名（演員第一名）                          | 1    |
| 2022 | 韓國福布斯                                     | 2022《福布斯》韓國重量級名人榜上排名第20                                                                                   | 2    |
| 2023 | 韩国海外文化宣传院KOCIS                        | 2023國家形象調查報告書，全球「最具代表性的韓國人」排名，李敏鎬整體排名第5名（演員第一名）                                  | 1    |

l-
l}2024韓劇男星全球人氣排行TOP2：李敏鎬 IG粉絲數3478萬
l-

## 公益慈善
| 年份 | 日期          | 公益事件 | 備註 |
| 2009 | 4/14          | 參與Dunkin' Donuts慈善活動為市民送「溫馨」咖啡，募集的資金幫助弱勢學童完成學業。 | 1    |
| 2009 | 5/17          | 李敏镐作为“健康饮酒”每日宣传大使出席活动，呼吁“Responsibly Cool”，健康饮酒、酒后负责。 | 2    |
| 2009 | 6/3           | 台灣「流星花園—韓星公益早餐」活動，幫助紅心字會籌募200位弱勢兒童營養早餐費用。 | 3    |
| 2009 | 9/9           | 任聯合國兒童基金會（UNICEF）韓國大使，推廣非洲瘧疾殺蟲蚊帳「LOVE NET」運動，呼籲大眾幫助非洲兒童。 | 4    |
| 2010 | 6/1           | 演員李敏鎬參與 trugen 服裝裝拍賣活動 幫助弱勢兒童。 | 1    |
| 2010 | 6/3           | 出席卡地亞第四屆《Cartier LOVE DAY》慈善展示會，活動的主要目的在替全世界受霍亂、痢疾等病症所苦的小朋友募款，該活動總金額捐給國際疫苗機構。 | 2    |
| 2010 | 8/23          | 以聯合國兒童基金會（UNICEF）韓國宣傳大使身份出席「2010亞洲音樂節」的記者會，活動期間全部收入捐給聯合國兒童基金會，幫助巴基斯坦的兒童。 | 3    |
| 2010 | 10月          | 為聯合國紀錄片製作旁白，呼籲大眾協助海地、智利、印尼地區的地震災民。 | 4    |
| 2010 | 11/11         | 李敏鎬作為聯合國兒童基金會親善大使參加“Love & Peace”慈善活動，救助海地及智利的地震受災災民。並獲"聯合國之友"感謝狀。 | 5    |
| 2010 | 11/23         | 參加韓國女性家庭部舉辦的2010女性兒童暴力追訪活動，並在twitter上呼籲大家參加支持這次活動。 | 6    |
| 2010 | 11/25         | 參與韓國駐泰大使館"KTCC"組織舉辦的慈善活動"捐贈義賣" 銷售款項捐贈泰國抗洪救災指揮部 | 7    |
| 2010 | 12月          | 與Trugen聯手舉辦假期特別慈善活動，捐助聯合國兒童基金會。 | 8    |
| 2011 | 7月           | 李敏镐向国际救助团体good neighbors捐献了1.2吨的大米，帮助缺粮家庭以及孤寡老人。 | 1    |
| 2011 | 11月          | 參與「天使們的信」第九輯慈善寫真的拍攝，藉以喚起世人對被遺棄兒童的關注。 | 2    |
| 2011 | 12/2          | 參與首爾清潭洞卡地亞精品店舉辦的第五屆為期1個月的慈善展示會“Love, a Charity Exhibition of Love” 活動的主要目的在替全世界受霍亂、痢疾等病症所苦的小朋友募款，該活動總金額捐給國際疫苗機構。 | 3    |
| 2011 | 12/23         | 李敏鎬參加“泰韓友誼藝術節”慈善捐款活動，以幫助泰國受洪澇災害的災民。 | 4    |
| 2012 | 2/24          | 在泰國參加慈善拍賣活動，幫助在洪水中蒙受損失的泰國災民，當天共籌到善款約900萬韓元。 | 1    |
| 2012 | 3月           | 攜手丈人傢俱，限量推出1000套親自參與設計和製作的傢俱，銷售收入全部捐贈給社會福利機構。 | 2    |
| 2012 | 12/25         | 與上海公益組織「陽光愛心」攜手，為上海兒童醫院的兒童開設專門的心理治療課堂，給予病童心理健康方面的幫助。 | 3    |
| 2013 | 3月           | 李敏鎬將個人首張音樂專輯的部分銷售額捐贈給社會各界需要幫助的人。 | 1    |
| 2013 | 6/19          | 親自設計Innisfree限量版手帕助陣「Green Life Campaign」環保活動，呼籲人們保護環境，愛護家園。 | 2    |
| 2013 | 7/25          | 攜手Innisfree，向「百萬植樹計畫」捐贈一萬棵樹苗，並將私人物品拍賣籌集的所有款項捐贈給「根與芽」。 | 3    |
| 2013 | 10月          | 李敏鎬擔任‘巴塔哥尼亞再造林’項目名譽宣傳大使。 | 4    |
| 2013 | 12/12         | 出席愛心義賣會，幫助治療患有疑難雜症的兒童。 | 5    |
| 2013 | 12/16         | 將《繼承者們》劇中的道具服裝捐贈給慈善拍賣網站，收益金將全數捐助弱勢團體。 | 6    |
| 2013 | 10/29         | 出席EIDER代言簽售會 「I Support Unicef 」活動，攜手eider將部分收益捐贈給聯合國兒童基金會 | 7    |
| 2014 | 3/6           | #3.8手机淘宝生活节#李敏镐联合手机淘宝，公益拍卖将手机淘宝广告中所用道具及私物进行拍卖!所有拍得款项捐赠芒果V基金。《變形計》做公益用途。 | 1    |
| 2014 | 4/17          | 李敏镐在韩国“世越号”沉船事故发生后第一时间捐献了1亿韩元善款。 | 2    |
| 2014 | 5/13          | 捐出拍攝東風悅達起亞K3S廣告時所ㅡ組織，共同為拯救更多病童而行動。 | 3    |
| 2014 | 10/23         | 李敏镐 出席EIDER代言簽售會 “I Support Unicef ”活动，携手eider将部分收益捐赠给联合国儿童基金会 | 4    |
| 2015 | 4月           | 李敏鎬對教育部所屬學校安全控制中央會捐款1億韓元，用於進行學生安全教育。受韓國教育部功勞表彰。 | 1    |
| 2015 | 5/4           | 以粉絲俱樂部「Minoz」的名義，透過聯合國兒童基金會捐款尼泊爾地震受災地區1億韓元。 | 2    |
| 2015 | 10/28         | 在LG電子答謝晚宴上拍賣廣告拍攝中的服飾，共籌得善款101000元人民幣，全部捐獻給秦皇島水泉LG希望小學。 | 3    |
| 2016 | 9/6           | 李敏鎬在Arirang Showbiz Korea節目中"韓流明星公益善舉"«排名第一»，李敏鎬除了以演員身分受到大家喜愛與肯定外, 對於公益行善一直不遺餘力 。 | 1    |
| 2016 | 11/3          | 為innisfree拍攝聖誕廣告，DIY綠色聖誕DIY音樂盒扣除成本後，收入捐贈給「雅文兒童聽語文教基金會」，作為幫助聽力受損兒童的醫療及教育費用。 | 2    |
| 2016 | 12/22 ~ 12/24 | 微公益為愛心動拍賣活動: （一校一夢想公益項目）助力貧困山區兒童教學環境的改善，聯想ZUK攜手李敏鎬，推出“心動禮盒”經行拍賣。 | 3    |
| 2017 | 5/8           | tvN『名單公開2017』節目;李敏鎬貢獻才能並無酬出演挑戰韓國史上首部自然紀錄片主持人DMZ The Wild 野生的秘密上榜。 | 1    |
| 2018 | 12/28         | 參與"2018暖心開啟 GiveLove_慈善活動 "和明星一起關註兒童權益! 捐出珍藏私物義賣，2018/1/10結束21位明星總計募集6844.4萬韓元，李敏鎬募1497.7萬韓元（第二名）所有 捐款都捐給聯合國兒童基金會 | 2    |
| 2018 | 1/30          | 李敏鎬與粉絲們為祈福平昌冬奧會成功舉辦,延續了善舉。30日,Holt兒童福利會方面表示,演員李敏鎬的粉絲俱樂部Minoz會員們為迎接2018平昌冬奧會及冬殘奧會，捐贈了1噸大米。 | 3    |
| 2018 | 5/19-6/3      | 微公益"李敏鎬讓我們攜手之揚帆書海愛心助學計劃項目（1）"捐出，藍色海洋的傳說劇服和"HERE"寫真集拍攝時穿的衣服拍賣所得"208986人民幣"全數用於李敏鎬愛心圖書館項目，為偏遠地區孩子捐贈課外圖書讓李敏鎬的愛心圖書館遍佈需要知識的貧瘠地區（李敏鎬公益拍賣"讓我們攜手之揚帆書海愛心助學計劃項目為中國公益指數5月份亮點第三名） | 4    |
| 2018 | 6/13          | 微公益"李敏鎬讓我們攜手之揚帆書海愛心助學計劃項目（2）品牌捐爱心筹款活动还在继续已经有425人参与捐赠了55788元，李敏镐公益拍卖与微公益品牌捐目前已筹264774元，新浪扬帆公益基金近期开始执行~计划在甘肃、贵州、湖南、新疆等26所学校建立26间“李敏镐爱心图书馆”捐赠物资包括5套有声读物与16791册书籍总执行金额264799.38元      | 5    |

| 年份 | 日期  | 活動內容 | 備註 |
| 2010 | 1/22  | 根據聯合國兒童基金會訊息;李敏鎬300名粉絲; 向海地緊急救助捐款1004萬韓元 |      |
| 2013 | 12/13 | 李敏鎬粉絲團捐贈大米5噸 |      |
| 2015 | 4/15  | 國際粉絲團代表李敏鎬捐贈慈善機構:1月份"智利粉絲團"向非州慈善機構"巴塔哥尼亞"捐贈1700美元,幫助建造一所寄宿學校. 幫助生病無家可歸的孩子, 此外因智利巴塔哥尼亞地區遭受森林大火襲擊，籌集資金種植數百棵樹木"命名李敏鎬森林" | 1    |
| 2015 | 4/15  | 國際粉絲團代表李敏鎬捐贈慈善機構:3月份"巴拉圭"粉絲團捐贈2000本兒童書給圖書館 | 2    |
| 2015 | 4/15  | 國際粉絲團代表李敏鎬捐贈慈善機構:"中國的粉絲團"一直在做志願者的抗震救災活動，也一直在籌集資金建圖書館。 | 3    |
| 2016 | 6/22  | 韩国粉丝后援会向困难家庭的孩子们捐赠了超过1800万韩元，还发起了垃圾清扫公益活动Notice from Korean Dandelion Minoz。 | 1    |
| 2016 | 6/22  | 日本粉丝为联合国儿童基金会捐赠，为2240名患者注射脊髓灰质炎疫苗，为1120名患者注射麻疹疫苗。 | 2    |
| 2016 | 6/22  | 越南粉丝为庆祝李敏镐生日，在6月19日捐助了一所收容了95位儿童和80位老人的慈善机构“Lang Tre Charity House”。 | 3    |
| 2016 | 6/22  | 墨西哥、智利、马来西亚等地的粉丝为当地贫困儿童及家庭准备了大量食物、学习用品和生活用品，并捐赠玩具给低收入家庭。 | 4    |
| 2016 | 6/22  | 中国粉丝不仅联合“免费午餐”公益项目，为贵州黔西沙坝小学的贫困学生送去免费午餐、为齐齐哈尔SOS儿童村捐助了学习用品和生活用品、向上海宝贝之家的患病儿童进行慈善捐款，更以李敏镐的名义为湖北省恩施土家族自治州巴东县大支坪镇耀英坪小学捐建了一所“李敏镐爱心图书室”，据了解，中国粉丝目前已完成10所希望工程图书室的善款募集工作，旨在帮助更多孩子获得美好生活。 | 5    |
| 2017 | 6/22  | 李敏鎬捐出歷年演唱會出演服裝10套;與中國綠化基金會和微公益拍賣平臺合作拍賣;中國粉絲拍賣所得款項在他生日之際捐款185302元人民幣、捐植「李敏鎬公益林」，用於西部綠化建設 | 1    |
| 2017 | 9/12  | 中国粉丝"99公益日"以李敏镐的名义向中国社会福利基金会发起的公益活动“免费午餐学校”捐款103875.15元人民幣。将用于为中国贫困地区儿童提供免费午餐，帮助孩子改善严重的营养失调状态。 | 2    |
| 2017 | 11/9  | 由於"李敏鎬"先生 服役處"江南區社會福祉社"老人缺乏行走幫助;日本粉絲團咨詢 "李敏鎬"福祉社需求後; 捐助50個助行器。 | 3    |
| 2017 | 11/16 | 中國粉絲再次接力敏镐践行公益，祝贺蓝海开播一周年。第二家以“李敏镐”名字命名的免费午餐定捐学校在广西壮族自治区梧州市蒙山县陈塘镇福利小学正式挂牌。這是中国粉絲們已连续三年，共计四次支持“免费午餐”公益项目，粉丝已自发为该项目累计捐款17万余元、折合3000多万韩元。                                                                                          | 4    |
| 2017 | 11/28 | 中國粉絲團於5月10日李敏镐出道十一周年纪念日參與@中国绿化基金会 @百万森林 项目，以李敏镐的名义捐赠了1000棵小树苗，同时将树林名为 “李敏镐爱心林”11月上旬在内蒙古阿拉善种下。 | 5    |
| 2017 | 12/22 | 韩国5名粉丝为纪念@李敏镐 退伍倒计时D-500天和庆祝圣诞christmas，齐心做公益活动。她们准备了大米、拉面和零食等送给敏镐上班的水西福祉馆。由福祉馆派送给独居老人和单亲家庭。 | 6    |
| 2018 | 1/21  | （李敏鎬鐵杆後援會）2018年1月21日～25日，为祝贺李敏镐首部男主电影《江南1970》上映三周年，电视剧《蓝色大海的传说》大结局一周年，李敏镐铁杆后援会开展“冬衣送暖”活动，为三所小学捐赠冲锋衣189件。 | 1    |
| 2018 | 1/27  | AsiaMinoz馬來西亞亞洲粉絲團;李敏镐与Minoz爱无国界，让我们携手送温情公益活動（巴生福爱之家）孤兒院送物資 | 2    |
| 2018 | 3/11  | 22位韓國粉絲為慶祝江南1970金鍾大生日;向"迎華洞福利中心"捐贈拉麵相約明年再來捐贈 | 3    |
| 2018 | 4/6   | 韓飯為紀念@李敏鎬,退伍倒數400天，幾個人每於平時天收集大米積少成多,在這天捐贈大米給Suseo福利中心 | 4    |
| 2018 | 5/4   | 中國粉絲團"李敏鎬鐵杆後援會"2018李敏鎬出道十二週年公益活動"，韓國水西老人福祉馆公益项目“社区保护事业—免费供食项目” 为水西老人提供免费午餐让老人免于饥饿。捐款總額: 21987元人民幣，折合韩元370万元 (本次活动共收到来自中国内地、港台、马来西亚、新西兰等地總計:133人次善款。                                                                               |      |
| 2018 | 5/6   | 21位香港粉絲; 慶祝李敏鎬出道十二週年公益活動: 參與"點滴是生命主辦的揹水Walk & Run2018的活動"，以竹籃揹著水，圍繞山頂感受大自然，體驗尼泊爾、柬埔寨和中國內地山區居民翻山越嶺取水的辛勞，以輕鬆漫步形式，或以新增的跑步挑戰，身體力行籌款為他們興建水設施（21位香港minoz 總計捐款:20622港元）                                                              |      |
| 2018 | 5/29  | 越南粉絲團;"2018李敏鎬生日公益活動"追隨PMZ創辦人李敏鎬正在推行愛護地球零垃圾的活動攜手創造更美好的生活, 越南Minoz於李敏鎬生日之際以實際行動參加了於5/27在"Vung Tau Beach"的淨灘活動. |      |
| 2018 | 6/7   | 馬來西亞粉絲於以愛的名義為癌症病患捐髮，2017李敏鎬入伍開始捐髮蓄髮1年後總計39名粉絲參與，該活動預計2019李敏鎬退伍時再捐贈一次。 | 5    |
| 2018 | 6/9   | 馬來西亞粉絲團AsiaMinoz和LMH Intrnational;李敏鎬生日慈善活動項目:福愛之家兒童院（捐贈物資、安排活動陪伴參與把愛傳遞給孩子）目的:傳播對社會的愛如同對偶像的愛一樣秉持PROMIZ創辦人慈善的精神理念。 | 6    |
| 2018 | 5/16  | 台灣粉絲團聯合公益活動:活動名稱 : 李敏鎬06.22生日公益活動 -「窮食大作戰，沒妳救不行」弱勢兒童脫困基金募款活動。受贈單位： 兒童福利聯盟文教基金會，活動時間：5月1日至5月15日，粉絲捐款金額總計: 120622元 | 7    |
| 2018 | 5/18  | 中國粉絲團"李敏鎬鐵杆後援會"李敏鎬622生日公益活動:參與景德鎮免費午餐7週年活動;免费午餐开餐学校“为爱烹饪”義工活動，免费午餐公益探访之志愿者厨师日。到学校亲手为孩子们做免费午餐为孩子们分餐，校园里培植纪念树。 |      |
| 2018 | 6/12  | 墨西哥粉絲; 慶祝2018李敏鎬生日公益活動，向嬰兒房“Casa Cuna Tlalpan”捐贈約290公斤的奶粉，這將使40多名嬰兒受益。孩子是地球上最寶貴的財富，他们不该生活在缺爱的世界。谢谢敏镐让我们聚集在minoz美丽大家庭，一起帮助有需要的人。 |      |

### 公益慈善平台PROMIZ
緣起
- 引用: 2016年5月22日 菲律賓媒體"INQUIRER"采访:关于敏镐的公益事业  李敏鎬说:做公益的初衷源于:“在我20多岁的时候，在一次可怕的事故中，我不得不在医院里呆了一整年。这对我来说是一个非常困难的时期。每当我一个人在医院的时候，我真的希望有人在我旁边。那使我意识到为那些有困难的人建立一个“支持”系统的重要性。”
- 他说:当我成为一名演员以后，我决定以充足的时间，人力和资源，去投入支持急需援助的人。所以，两年前，我同我的粉丝一起创建了一个捐款平台——“promiz”。我们从项目中获得的所有利润，都会捐给某个事业或为某个组织做出贡献。[355][356]

簡介
- PROMIZ(PMZ) （页面存档备份，存于） 是由約定（Promise）與李敏鎬（Lee Min Ho），還有李敏鎬的粉絲們 MINOZ，組合而成的單詞，意味著「將李敏鎬與粉絲們愛籌集，並且分享出去」特別是，Promiz是李敏鎬在長久的準備下誕生的，計畫每年會定下一個新的捐助主題，根據主題來展開相應的分享活動。[357]

宗旨
- 創立於2014年3月14日的PROMIZ是集合李敏鎬及官方粉絲團Minoz以傳播大愛為宗旨而成立的全新慈善公益平台，這是李敏鎬籌備已久的計劃，期望以優越完善的方式傳播愛心以及與粉絲們保持一個長期的互動關係，對社會作出貢獻。[358]

主題
- 「Promiz」2014年的主題是「水」水是生命之源，代表計劃的開始。"PMZ" 主要捐贈活動主題有三（水、兒童、動物）而由李敏鎬親自推廣分享活動暨參與販賣官方商品，收益亦全額作慈善用途。[359][360][361]

- 這是李敏鎬在2014年起為自己與粉絲一起創立的慈善平臺「PMZ」所拍攝的ㄧ系列宣導影片。

| 日期           | 主題                                               | 用途        | 備註 |
| 2014年3月14日  | PMZ起動問候                                        | PMZ問候視頻 | 1    |
| 2014年3月26日  | "KNOCK" 敲                                         | PMZ公益視頻 | 2    |
| 2014年6月12日  | "BLOSSOM" Water Changes Everything                 | PMZ公益視頻 | 3    |
| 2014年11月12日 | “MIRACLE” 水的奇蹟                                 | PMZ公益視頻 | 4    |
| 2015年7月18日  | "From LeeMinHo" 李敏鎬的承諾Promiz                 | PMZ問候視頻 | 5    |
| 2015年10月14日 | PMZ 透明傘運動                                     | PMZ公益視頻 | 6    |
| 2015年11月26日 | PMZ 工作室制作                                     | PMZ制作視頻 | 7    |
| 2015年12月15日 | PMZ透明傘開放捐贈小學                              | PMZ公益視頻 | 8    |
| 2016年1月27日  | 2016第ㄧ期 李敏鎬承諾的官方透明傘視頻              | PMZ公益視頻 | 9    |
| 2016年2月22日  | 李敏鎬PMZ 和Holt兒童福利委員會簽署社會貢獻協議視頻 | PMZ新聞視頻 | 10   |
| 2016年2月23日  | PMZ珠寶的製作視頻                                  | PMZ制作視頻 | 11   |
| 2016年3月22日  | 李敏鎬PMZ和聯合國兒童基金會簽署社會貢獻協議視頻    | PMZ新聞視頻 | 12   |
| 2016年4月13日  | 2016 PMZ第二期官方影片“PMZ攜手共進”                | PMZ公益視頻 | 13   |
| 2016年8月8日   | To PMZER / FROM LeeMinHo                           | PMZ問候視頻 | 14/  |
| 2016年10月7日  | 2016 PMZ第三期官方電影“PMZ PLAY DONATION”          | PMZ公益視頻 | 15   |
| 2016年11月24日 | PMZ的承諾、夢想、行動                              | PMZ公益視頻 | 16   |
| 2017年2月22日  | 讓我們攜手一起做PROMIZ                             | PMZ公益視頻 | 17   |
| 2018年2月20日  | 李敏镐－2018年PROMIZ宣传影片『PROMISE & PROMIZ』   | PMZ公益視頻 | 18   |

- 這是「PMZ」慈善公益網站的ㄧ系列推廣暨捐贈活動。

| 日期           | 捐贈主題 | 捐贈&活動內容 | 備註 |
| 2014年3月14日  | 水       | PROMIZ官方網站上進行一人加入就捐款100韓元的10萬KNOCK活動 | 1    |
| 2014年9月29日  | 水       | 第一批募捐5萬美金用于非洲马拉维地区的鑿井工程（鑿井7口） | 2    |
| 2016年12月13日 | 水       | 第二次捐款42975美金給慈善機構用於非洲馬拉威鑿井工程(鑿井7口） | 3    |
| 2016年9月14日  | 水       | [PROMIZ x慈善水] ProMiz的馬拉威挖掘項目完成（第一次鑿井7口、第二次鑿井7口 ）讓孩子們飲用乾淨的水 | 4    |
| 2016年3月22日  | 水       | 在世界水日3月22日到來之際，PMZ與聯合國兒童基金會簽署普及乾淨飲水的社會貢獻合約改善兒童用水「PROMIZ」捐5000萬韓元基金，用來購買625萬份飲用水淨化劑，為52萬名兒童提供乾淨的水。 | 5    |
| 2017年3月10日  | 水       | 韩星李敏镐通过募捐平台PROMIZ为纪念世界水日而捐献2500万韩元,用于购买138个急救箱，可供9.2万名儿童饮用净水一个月 | 6    |
| 2014年12月冬   | 兒童     | 李敏鎬慈善捐贈平台“PROMIZ”向HOLT兒童福利基金會捐贈價值1700萬韓元的物品。 |      |
| 2015年1月23日  | 兒童     | PROMIZ 在電影《江南1970》粉絲試映會中設立捐贈環節，所得收益全部捐給兒童福利中心。 |      |
| 2015年4月27日  | 兒童     | 20150425 尼泊爾大地震 有3200多人死亡人數還在增加中（尼泊爾有40%人口是兒童急需救援）PROMIZ 於官網呼籲捐款聯合國兒童基金會救援尼泊爾兒童; 李敏鎬先生同時在自己的SNS上號召粉絲發揮愛心。 | 1    |
| 2015年5月4日   | 兒童     | 5/5至5/6兒童節之際在 Facebook 發起（ 1 個LIKE = 1 NOTE活動）透過柬埔寨和坦桑尼亞兒童福利中心 捐出1000本書籍和書包給孩子當禮物 。 |      |
| 2015年6月      | 兒童     | 透過慈善捐助平台“PROMIZ”向食物賑濟處捐贈巧克力1200個。 |      |
| 2015年7月      | 兒童     | 透過慈善捐助平台“PROMIZ”發起第一期“透明雨傘活動”，保護孩子們雨天出行安全。 |      |
| 2016年2月18日  | 兒童     | PROMIZ和霍爾特兒童福利部簽署一份社會貢獻協議，通過這項協議李敏鎬答應加入霍爾特兒童福利部保護兒童。 也為孩子先行捐出五千萬韓元做為後備基金。 |      |
| 2016年8月10 日 | 兒童     | 李敏镐網頁发起募心贈“透明雨伞”慈善活动與粉絲互動:內容為:募到兩百萬個心時PMZ即送給小學生2000把透明傘。來推廣並喚起（家長.學校..）注意保护孩子们雨天出行安全 |      |
| 2017年2月22日  | 兒童     | 李敏镐PROMIZ慈善平台向国际救助发展组织Good Neighbors捐献了5000万韩元，用于支援韩国低收入家庭暖气费及帮助遭遇虐待儿童进行心理治疗等。 | 1    |
| 2017年4月25日  | 兒童     | “PROMIZ”攜手合作夥伴 Good Neighbors 在吉爾吉斯共和國舉辦的《希望和慈善》音樂會，所募集的款項將做為身處危急關頭的兒童醫療費用支付 | 3    |
| 2017年9月14日  | 兒童     | 為9/16江南區社會福利博覽會活動: PROMIZ 行前推廣互動: 活動內容:參加兒童安全教育方案（透明傘推廣活動的一部份）暨購買PMZ商品即贈送李敏鎬貼圖為活動宣導。 | 4    |
| 2017年9月16日  | 兒童     | 2017江南区社会福利博览会(從小孩到老人一生的福利）PROMIZ參加兒童交通安全教育方案: 宣導兒童交通安全相關知识及雨天透明傘的重要性,不仅向博览会工作人员们捐赠了900多件T恤,同时,在现场以PROMIZ名义获取的收益全额捐献于福利机構。註:PROMIZ自2015年开始进行'透明雨伞捐贈與教育行动; 2016與教育部合作擴大到全國學校。 |      |
| 2017年11月26日 | 兒童     | PROMIZ參與位於聖水洞"城市咖啡店"所舉辦的"好鄰居願望樹市場"義賣活動;所得收益通过好邻居网用于救助国内贫困家庭儿童。 | 5    |
| 2018年1月5日   | 兒童     | 參與和明星一起關注兒童權益"2018 GiveLove 慈善活動 "捐出PROMIZ的花運動衫暨眼鏡義賣，所得通過聯合國兒童基金會進行捐贈 | 6    |
| 2018年2月12日  | 兒童     | PROMIZ FB推廣預告: 请给孩子们画白色的牛奶胡子;优秀项目的产品收益金用于等待被领养的儿童购买健康零食"牛奶"。 |      |
| 2018年2月20日  | 兒童     | 李敏镐的捐赠平台“PROMIZ”2018年为了待领养儿童健康成长而展开的第一个活動项目: 喝了牛奶之后嘴周围就会自动形成“ㅅ”模样的胡子。而PROMIZE以此次众筹为契机模仿牛奶瓶的设计推出了保温杯，有机棉毛巾和两种徽章共三种产品。本次项目产品的所有销售收入将全部捐赠给HOLT儿童福祉会用于支援牛奶给待领养儿童。              |      |
| 2018年5月15日  | 兒童     | 牛奶小鬍子活動:為等待領養的兒童提供奶類支持項目，於5/16-5/17在梨花大學文化中新學術館附近設攤參展推廣 |      |
| 2018年5月28日  | 兒童     | 為了綠色環境和孩子的健康;向大家介紹Promiz減少垃圾的善良"Action"項目"並承諾為兒童減少垃圾的良好行動,零垃圾是一種好的生活方式，不僅保護環境，還有助於保護心智和健康 |      |
| 2018年12月26日 | 兒童     | PROMIZ推出優質谷物產品銷售收益全部捐給"鎮安地區兒童保健中心" |      |
| 2015年4月30日  | 動物     | 參與瀕臨滅絕動物保護活動，將親自設計的印有寵物狗CHOCO形象的T恤在PMZ網站和GUESS實體店進行銷售，產品的利潤捐給世界自然基金會作為保護瀕危動物的基金。 | 1    |
| 2017年10月20日 | 動物     | 李敏镐PMZ發文:处于灭种危机的野生动物？Promiz来告诉你！内文连结里提到，promiz和guess合作卖衣服，将收入捐给wwf用于保护处于灭种危机的动物，并介绍了灭种危机的定义。 | 2    |
| 2018年2月7日   | 社福機構 | 在這個異常漫長與寒冷的冬天，向地首日家庭，殘疾人組織，老年福利中心，福利食品供給所，兒童福利機構等..捐獻了13噸大米。成功地向13個需要幫助的組織各交付了1噸大米。\|\|1 |      |
| 2019年5月23日  | 兒童     | 李敏鎬的捐赠平台PROMIZ将全罗北道镇安郡粮食构成的产品销量收入全部捐给了镇安郡地区的儿童中心.今年迎来成立10周年的李敏镐粉丝俱乐部"MINOZ"也捐赠了1.5吨大米和300公斤泡菜,用于镇安郡12个地区儿童中心儿童的供餐运营.\|\|1                                                                                          |      |
| 2019年9月18日  | 兒童     | 李敏镐的捐赠平台PROMIZ于9月17日向HOLT儿童福利会捐赠了为待领养儿童准备的捐款。将用作HOLT特儿童福利会正在保护的等待领养儿童们1年间的牛奶购买费用。 | 2    |

| 日期          | 獎項                 | 事蹟                                                                                                   | 頒獎單位                                      |
| 2016年5月25日 | “善良品牌” 大賞      | 李敏镐PROMIZ于2014年3月正式成立，分别以水、动物和儿童为捐献对象，与粉丝们在献爱心的道路上从未停歇。    | 产业通商资源部、保健福祉部以及农林畜产食品部. |
| 2016年6月20日 | 第一屆"幸福分享人"獎 | 李敏鎬在社會上推廣「分享文化」並對社會作出貢獻作鼓勵，也是40位獲獎人中唯一的藝人。                     | 保健福祉部                                    |
| 2017年5月24日 | “善良品牌” 大賞      | 李敏鎬PROMIZ 2016~2017 再次獲獎;連續兩年獲"Korea Good Brand Awards"评选為消费者最信赖的善良品牌”大賞。 | 产业通商资源部、保健福祉部以及农林畜产食品部  |
| 2018年5月21日 | “善良品牌” 大賞      | 李敏鎬PROMIZ 2018 再次獲獎;連續三年獲"Korea Good Brand Awards"评选為消费者最信赖的善良品牌”大賞。      | 产业通商资源部、保健福祉部以及农林畜产食品部  |

## 演唱会/粉絲見面會/演唱會DVD
| 2009年4月10日                              | 泰國         | uiranda溫泉度假村                          | [ 430 ] [ 431 ]                                         |
| 2009年4月12日                              | 泰國         | 曼谷中心街道                               | [ 430 ]                                                 |
| 2009年4月16日                              | 日本         | JCB大廳                                    | 日場                                                    |
| 2009年4月16日                              | 日本         | JCB大廳                                    | 晚場                                                    |
| 2009年6月2日                               | 臺灣臺北     |                                            |                                                         |
| 李敏镐《Minoz Happy Day》迷你演唱会        |              |                                            |                                                         |
| 2009年6月21日                              | 首爾         | 首爾兒童樂園DOME美術館                     |                                                         |
| 中國粉絲見面會暨李敏鎬生日會               |              |                                            |                                                         |
| 2009年7月4日                               | 中国廣州     | 星空衛視                                   |                                                         |
| 花樣男子F4日本粉絲見面會                   |              |                                            |                                                         |
| 2009年9月3日                               | 日本橫濱     | 橫濱國立大廳                               |                                                         |
| 日本My Everything演唱會                    |              |                                            |                                                         |
| 2009年9月5日                               | 日本橫濱     | 橫濱國立大廳                               | [ 432 ]                                                 |
| 2009年9月6日                               | 日本橫濱     | 橫濱國立大廳                               | My Everything                                           |
| 李敏鎬亞洲巡迴粉絲見面會                   |              |                                            |                                                         |
| 2009年10月23日                             | 臺灣臺北     | 台大體育館                                 |                                                         |
| 2009年10月24日                             | 新加坡       | 聖詹姆士發電廠                             |                                                         |
| 2009年10月25日                             | 马来西亚     | 金河廣場大廳                               |                                                         |
| 2009年11月22日                             | 日本大阪     | 大阪電影主題公園環球影城                   | 日本新聞                                                |
| 2009年11月26日 （页面存档备份，存于）      | 日本澀谷     | 涉谷CC檸檬廳                               | 記者會                                                  |
| 2009年12月13日                             | 香港         | 西港城大舞台                               |                                                         |
| 2009年12月15日                             | 臺灣台北     | 台大體育館                                 |                                                         |
| 2009年12月21日                             | 新加坡       | 新加坡博覽中心                             |                                                         |
| 2010 The Special Day with Minoz            |              |                                            |                                                         |
| 2010年6月20日                              | 首爾         | 慶熙大學和平殿堂                           |                                                         |
| 2010年10月16日                             | 泰國         | Central World                              |                                                         |
| 聯合國亞太全球 "Peace & Love" 活動- 粉絲會 |              |                                            |                                                         |
| 2010年11月11日                             | 日本         | 東京國際會議中心                           | [ 435 ] [ 436 ]                                         |
| 2011 Minoz The Asia Fanmeeting             |              |                                            |                                                         |
| 2011年8月20日                              |              | 首爾                                       |                                                         |
| 2011年8月23日-25日                         | 日本         | 2場                                        | [ 437 ]                                                 |
| 2011年12月1日                              | 中国上海     | 長寧國際體操中心                           | [ 438 ]                                                 |
| 2011年12月3日                              | 中国南京     | 奧體中心體育館                             |                                                         |
| 2011年12月5日                              | 中国北京     | 工人體育館                                 |                                                         |
| 2011年12月7日                              | 中国廈門     | 集美嘉庚體育館                             |                                                         |
| 與李敏鎬一起奏響冬季交響曲                 |              |                                            |                                                         |
| 2012年12月2日                              | 日本橫濱     | 橫濱國立大廳                               |                                                         |
| 第17屆樂天家族演唱會                       |              |                                            |                                                         |
| 2013年4月17日                              | 首爾         | 蠶室綜合運動場                             |                                                         |
| 2013 印度尼西亞首場粉絲會                  |              |                                            |                                                         |
| 2013.3.23                                  | 印度尼西亞   | 雅加達會議中心Plenary Hall                 | 首場印尼粉絲會                                          |
| 2013 My Everything 世界巡迴粉絲見面會      |              |                                            |                                                         |
| 2013年5月25日                              | 首爾         | 慶熙大學和平殿堂                           |                                                         |
| 2013年6月7日                               | 日本大阪     | 歐力士劇場 ORIX THEATER                    |                                                         |
| 2013年6月9日                               | 日本橫濱     | PACIFICO                                   | 2場                                                     |
| 2013年6月29日                              | 马来西亚     | Kenanga Wholesale City                     |                                                         |
| 2013年7月6日                               | 菲律賓馬尼拉 | 亞洲商城舞臺                               | [ 442 ]                                                 |
| 2013年7月21日                              | 臺灣台北     | 台大體育館                                 | [ 443 ]                                                 |
| 2013年7月28日                              | 中国上海     | 上海大舞台                                 |                                                         |
| 2013年8月10日                              | 中国北京     | 北展劇場                                   |                                                         |
| 2014年1月18日                              | 爾           | 奧林匹克手球體育館                         | 安可場                                                  |
| 2014 全球 Benchsetter Funmeet              |              |                                            |                                                         |
| 2014.3.21                                  | 菲律賓       | Araneta 體育館                             |                                                         |
| 2014 日本安可場                            |              |                                            |                                                         |
| 2014年3月28日                              | 日本橫濱     | 太平洋橫濱國立大廳) （页面存档备份，存于） | 安可場                                                  |
| 2014年3月29日                              | 日本橫濱     | 太平洋橫濱國立大廳                         | 安可場                                                  |
| 第18屆樂天家族演唱會                       |              |                                            |                                                         |
| 2014年4月18日                              | 首爾         | 蠶室綜合運動場                             |                                                         |
| 2014「相約李敏鎬·感恩仲夏夜」青島啤酒活動  |              |                                            |                                                         |
| 2014年6月15日                              | 中国北京     | 首都體育館                                 | 青岛啤酒为李敏镐派出专用飞机                            |
| 2014釜山生日演唱會                         |              |                                            |                                                         |
| 2014年7月12日                              | 釜山         | 釜山酒店                                   |                                                         |
| 2014重裝上陣演唱會                         |              |                                            |                                                         |
| 2014年10月4日                              | 中国北京     | 萬事達中心                                 |                                                         |
| 2014年10月12日                             | 日本東京     | 日本东京国际论坛                           |                                                         |
| 2014年10月13日                             | 日本東京     | 日本东京国际论坛                           |                                                         |
| 2014年10月26日                             | 中国廣州     | 國際體育演藝中心                           |                                                         |
| 2014年11月1日                              | 中国南京     | 奧體中心體育館                             |                                                         |
| 第19屆樂天家族演唱會                       |              |                                            |                                                         |
| 2014年11月7日                              | 首爾         | 蠶室綜合運動場                             |                                                         |
| 2014重裝上陣演唱會                         |              |                                            |                                                         |
| 2014年11月22日                             | 中国上海     | 梅賽德斯奔馳文化中心                       |                                                         |
| 2014年12月27日                             | 泰國曼谷     | 詩麗吉皇后會議中心                         | [ 448 ]                                                 |
| 2015年1月3日                               | 首爾         | 京畿道國際會展中心 KINTEX                  | [ 449 ]                                                 |
| LEE MINHO LIVE IN HONGKONG 2015            |              |                                            |                                                         |
| 2015年3月21日                              | 香港         | 亞洲博覽館                                 | [ 450 ] [ 451 ]                                         |
| 第20屆樂天家族演唱會                       |              |                                            |                                                         |
| 2015年5月22日                              | 首爾         | 蠶室綜合運動場                             |                                                         |
| 電影江南1970粉絲見面會                     |              |                                            |                                                         |
| 2015年7月12日                              | 日本橫濱     | 橫濱國立大廳                               | 日場                                                    |
| 2015年7月12日                              | 日本橫濱     | 橫濱國立大廳                               | 晚場                                                    |
| 2016 Minho Minoz World Talk Concert        |              |                                            |                                                         |
| 2016年1月16日                              | 首爾         | 慶熙大學和平殿堂                           |                                                         |
| 2016年1月25日                              | 日本橫濱     | 橫濱國立大廳                               | 日場                                                    |
| 2016年1月25日                              | 日本橫濱     | 橫濱國立大廳                               | 晚場                                                    |
| 第23屆樂天家族演唱會                       |              |                                            |                                                         |
| 2016年4月15日                              | 首爾         | 蠶室綜合運動場                             | [ 452 ]                                                 |
| KCON 2016 LA                               |              |                                            |                                                         |
| 2016年7月31日                              | 美国洛杉磯   |                                            | 全球最大K-Culture盛典 於30日作為活動嘉賓 擔任MC推廣韓流 |
| 第24屆樂天家族演唱會                       |              |                                            |                                                         |
| 2016年10月21日                             | 首爾         | 蠶室綜合運動場                             |                                                         |
| 2017 The originality of LEE MIN HO         |              |                                            |                                                         |
| 2017年2月18日                              | 首爾         | 慶熙大學和平殿堂                           | [ 453 ]                                                 |
| 2017年2月19日                              | 首爾         | 慶熙大學和平殿堂                           | [ 454 ]                                                 |

!colspan=4| 2025 Asia Fan Meeting Tour (  MINHOVERSE )
|-
|2025年3月8日||  首爾|| 올림픽홀 奧林匹克演藝廳 ||

### 演唱會DVD
| 發售日        | 名稱                                         | 場所 | 備註                    |
| ------------- | -------------------------------------------- | ---- | ----------------------- |
| 2018年2月19日 | 2017"The originality of LEE MIN HO"演唱會DVD |      | 2017李敏鎬演唱會DVD套裝 |

## 寫真

### 個人寫真
| 年份 | 寫真名稱                                                                                      | 序號 |
| ---- | --------------------------------------------------------------------------------------------- | ---- |
| 2009 | Travel日本旅遊寫真                                                                            | 1    |
| 2015 | 「出道9周年」紀念寫真《HERE》                                                                 | 2    |
| 2017 | 李敏鎬，The Wild－DMZ，TheRecords of 500 Days 主持人的真實自然寫真集暨MBC"DMZ THE WILD"攝影展 | 3    |

## 個人記事
| 年份 | 事件 | 序號 |
| 2006 | 19歲的李敏鎬因為一場交通事故進入了一段低谷期。事故導致他右大腿骨、腳踝骨骨折，必須要打鋼釘固定輔助，在醫院接受了1年左右的治療。他的右側大腿及膝蓋等處植有鐵芯，2009年他拍完《花樣男子》後曾動手術取出了腿裡的部分鐵芯，但還有一部分這一輩子也無法取出，因此留下了很多車禍後遺症，所以現在拍戲很多地方都是使用左腿。 | 1    |
| 2013 | 考上韓國國民大學綜合藝術系研究所。碩博連讀。 | 2    |
| 2014 | 李敏鎬為了報答並分享全世界粉絲們的愛，帶頭做公益，創立慈善網路平臺PMZ。PMZ由約定(Promise)、李敏鎬(Lee Minho) 以及李敏鎬粉絲團名稱(MINOZ)的英文合成，旨在表達“將李敏鎬和粉絲們的愛聚在一起，分享大愛”的意思。 | 3    |
| 2015 | 李敏鎬、秀智公開戀情。 | 4    |
| 2016 | 李敏鎬簽約新公司MYM娛樂，工作人員仍是原班人馬。 | 5    |
| 2016 | 由於2006一場車禍，腿上打了鋼釘加上拍城市獵人動作戲時受傷，體檢後被韓國兵役廳判定以社會公益服務要員替代現役兵，具體入伍時間尚未定。 | 6    |
| 2017 | 4/18新聞 （中央社記者姜遠珍首爾18日專電）韓流明星李敏鎬將從5月12日起，以「社會勤務要員」（相當於替代役）的身份在首爾江南區廳服役。 | 7    |
| 2017 | 8/1 LEE MINHO 中國官方會員開通 | 8    |
| 2017 | 11/16李敏鎬、秀智證實分手。 | 9    |

## 外部連結
- 全球官方網站 （页面存档备份，存于） - 李敏鎬的官方粉絲俱樂部“MINOZ”
- NAVER （页面存档备份，存于）韓國NAVER專頁（韓文）
- DCINSIDE （页面存档备份，存于）Dcinside李敏鎬畫廊 (韓文）
- CAFA李敏鎬咖啡館(韓國)
- https://www.instagram.com/actorleeminho/ （页面存档备份，存于）

- 中國官方網站 （中文）（2019年存檔副本）
- me2day | Lee Min Ho (이민호) （2011年存檔副本）